# Liste der Biografien/Muh
Liste der Biografien |
Portal Biografien |
Personensuche
# |
A |
B |
C |
D |
E |
F |
G |
H |
I |
J |
K |
L |
M |
N |
O |
P |
Q |
R |
S |
T |
U |
V |
W |
X |
Y |
Z |
?
 
Ma |
Mb |
Mc |
Md |
Me |
Mf |
Mg |
Mh |
Mi |
Mj |
Mk |
Ml |
Mm |
Mn |
Mo |
Mp |
Mq |
Mr |
Ms |
Mt |
Mu |
Mv |
Mw |
Mx |
My |
Mz
 
Mua |
Mub |
Muc |
Mud |
Mue |
Muf |
Mug |
Muh |
Mui |
Muj |
Muk |
Mul |
Mum |
Mun |
Muo |
Mup |
Muq |
Mur |
Mus |
Mut |
Muu |
Muv |
Muw |
Mux |
Muy |
Muz
Die Liste der Biografien führt alle Personen auf, die in der deutschsprachigen Wikipedia einen Artikel haben. Dieses ist eine Teilliste mit 616 Einträgen von Personen, deren Namen mit den Buchstaben „Muh“ beginnt.

## Muh

### Muha
- Muha, Lukas (* 1972), namibischer Politiker, Vorsitzender des Nationalrates
- Muhabbet (* 1984), deutsch-türkischer PopsängerMuhabbet (* 1984)

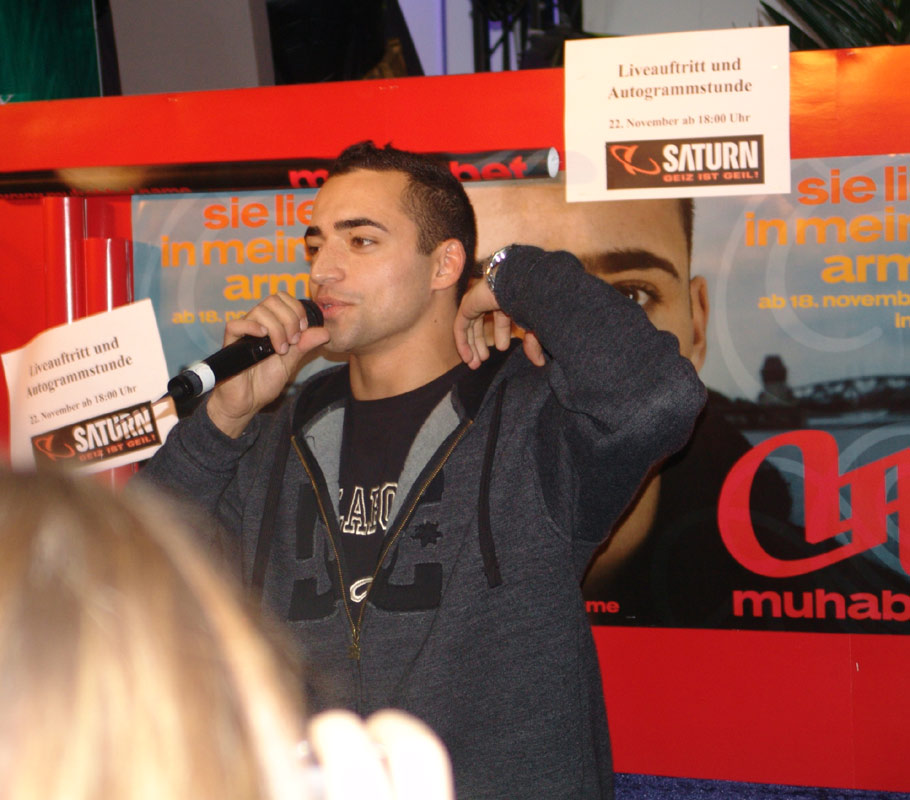
Muhabbet (* 1984)

- Muhadow, Weli (1916–2005), turkmenischer Komponist
- Muhādschir ibn Abī Umaiya, al-, mekkanischer Militärführer aus dem quraischitischen Clan der Machzūm
- Muhafidin, Tyroe (* 2005), britischer Schauspieler und Synchronsprecher
- Muhairbi, Eissa Al (* 1999), Eishockeyspieler aus den Vereinigten Arabischen Emiraten
- Muhaischi, Umar (* 1941), libyscher Offizier und Mitglied des Revolutionären Kommandorats
- Muhaiyaddeen, Bawa († 1986), sri-lankischer Sufi-Heiliger
- Muhaiyat, Sklavin und Konkubine
- Muhājir, Abū Hamzah al- († 2010), ägyptisches Mitglied von al-Qaida im Irak
- Muhallab ibn Abī Sufra, al- († 702), arabischer Kriegsherr und Statthalter
- Muhamad, Susana (* 1977), kolumbianische Politikerin und Umweltschützerin
- Muhamadasman Satoh (* 2000), thailändischer Fußballspieler
- Muhamadu, Ibad (* 1982), niederländischer Fußballspieler
- Muhamedbegovic, Ahmet (* 1998), österreichischer Fußballspieler
- Muhammad Abd Al-Rahim Sultan-al-Ulama, Prodekan für wissenschaftliche Forschungsangelegenheiten der Universität der Vereinigten Arabischen Emirate
- Muhammad al-Badr (1929–1996), letzter König der Zaiditen im Nordjemen (1962)
- Muhammad al-Bāqir, fünfter Imam der Imamiten und Zaiditen
- Muhammad al-Ghafiqi († 1165), arabischer Augenarzt
- Muhammad al-Ghazālī (1917–1996), ägyptischer islamischer Theologe und Gelehrter
- Muhammad al-Halbusi (* 1981), irakischer Politiker und Ingenieur
- Muhammad al-Hamid (1910–1969), syrischer islamistischer Aktivist
- Muhammad al-Hassan al-Dadaw (* 1963), mauretanischer islamischer Theologe und Jurist
- Muhammad al-Munsif Bey (1881–1948), vorletzter Vertreter der husainidischen Dynastie
- Muhammad Alam († 1828), bruneiischer Sultan
- Muhammad Alauddin († 1737), Sultan von Brunei
- Muhammad Ali Pascha († 1849), Wali von ÄgyptenMuhammad Ali Pascha († 1849)

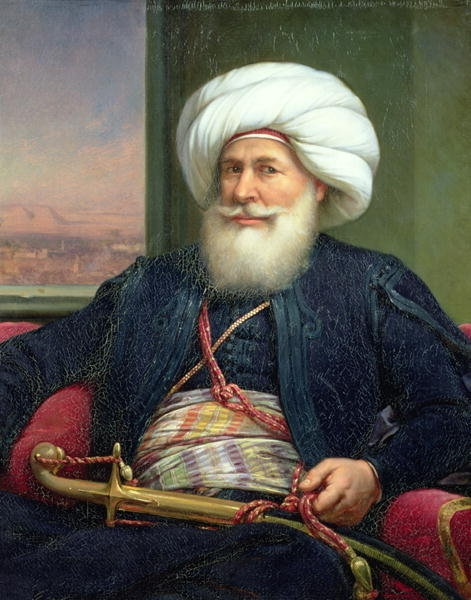
Muhammad Ali Pascha († 1849)

- Muhammad Alwani Al-Sharif, Leiter der European Academy for Islamic Culture and Science in Brüssel
- Muhammad Amin († 1855), Khan des Khanats Chiwa
- Muhammad an-Nafs az-Zakīya († 762), Nachkomme von ʿAlī ibn Abī Tālib und organisierte im Jahr 762 einen Aufstand gegen den abbasidischen Kalifen al-Mansūr
- Muhammad Arif (1901–1976), islamischer spiritueller Führer im Nordkaukasus
- Muhammad asch-Schaich al-Mahdi († 1505), erster Sultan der Wattasiden
- Muhammad Azam Shah (1653–1707), Großmogul von Indien (1707)
- Muhammad Bahawal Khan I. (1715–1750), indischer Emir
- Muhammad Bey Abu Dahab (1735–1775), Bey der Mamluken in Ägypten
- Muhammad bin Bakhtiyar Khalji, turkmenisch-stämmiger Usurpator im Norden und Nordosten Indiens
- Muhammad bin Hasan al-Baghdadi († 1239), Verfasser eines frühen arabischen Kochbuchs
- Muhammad bin Tughluq († 1351), Sultan von Delhi
- Muhammad Erenke († 1688), Khan von Chiwa
- Muhammad Fādil ibn Māmīn (1795–1869), Sufi scharīfischer Abkunft
- Muhammad Fareed Didi (1901–1969), maledivischer Sultan
- Muhammad I. (823–886), Emir von Córdoba
- Muhammad I. ar-Rashid (1710–1759), Bey von Tunis und Musiker
- Muhammad I. ibn Nasr († 1273), Emir von Granada (1232–1273)Muhammad I. ibn Nasr († 1273)

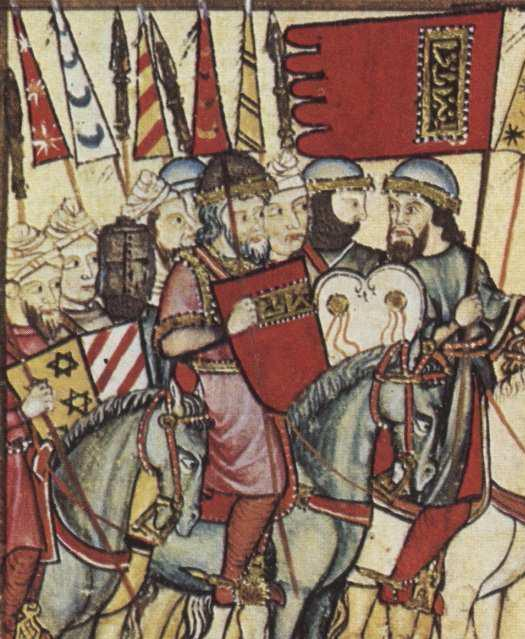
Muhammad I. ibn Nasr († 1273)

- Muhammad I. Tapar (1082–1118), Sultan der Seldschuken
- Muhammad ibn ʿAbd al-Wahhāb († 1792), islamischer Gelehrter hanbalitischer Lehrrichtung
- Muhammad ibn Aischa, Gouverneur von Murcia (1092 bis 1115)
- Muhammad ibn al-Haddsch († 1115), Emir von Saragossa
- Muhammad ibn al-Hanafīya, Sohn Alis mit einer seiner Sklavinnen
- Muhammad ibn al-Qasim (695–715), Feldherr unter den UmayyadenMuhammad ibn al-Qasim (695–715)

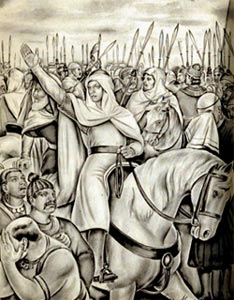
Muhammad ibn al-Qasim (695–715)

- Muhammad ibn al-Uthaymin (1929–2001), saudi-arabischer Religionsgelehrter
- Muhammad ibn Ali ibn Ghaniya († 1155), Emir von Mallorca
- Muhammad ibn Buzurg-Umid († 1162), Person des ismailitischen schiitischen Islam, Führer der Ismailiten
- Muhammad ibn Ibrahim Al asch-Schaich (1890–1968), saudi-arabischer Hochschullehrer
- Muhammad ibn Ishaq ibn Ghaniya († 1187), Emir von Mallorca
- Muhammad ibn Makki (1334–1385), schiitischer Gelehrter und Autor
- Muhammad ibn Marwan, ummayadischer Emir (arabischer General)
- Muhammad ibn Saʿd (784–845), arabischer Historiker
- Muhammad ibn Saud († 1765), Imam der Wahhabiten (1735–1765)
- Muhammad ibn Tughdsch (882–946), Ichschididen-Herrscher in Ägypten (935–946)
- Muhammad II. (1169–1220), Choresm-Schah
- Muhammad II. al-Faqih (1236–1302), Emir von Granada (1273–1302)
- Muhammad II. al-Husain (1810–1859), Bey von Tunis (1855–1859)
- Muhammad II. al-Mahdi († 1010), Kalif von Córdoba (1009–1010)
- Muhammad III., Kalif von Córdoba (1024–1025)
- Muhammad III. (1257–1314), Emir von Granada (1302–1309)
- Muhammad III. al-Husain (1814–1882), Bey von Tunis (1859–1882)
- Muhammad IV. (1315–1333), Emir von Granada (1325–1333)
- Muhammad IX. († 1453), Emir von Granada
- Muhammad Jafar Jamal al-Kahtani (* 1973), saudi-arabischer Staatsbürger, ehemaliger Inhaftierter im US-amerikanischen Militärgefängnis Bagram und vermuteter Al-Qaida Terrorist
- Muhammad Jamalul Alam I. († 1804), bruneiischer Sultan
- Muhammad Jamalul Alam II (1889–1924), bruneiischer Sultan
- Muhammad Kanzul Alam, bruneiischer Sultan
- Muhammad Mahmoud as-Sawaf (1915–1992), islamischer Gelehrter und Prediger
- Muhammad Mubarak Khan I. († 1726), Emir von Shikarpur (Pakistan)
- Muhammad Rahim I. († 1825), Khan des Khanats Chiwa
- Muhammad Sabah as-Salim as-Sabah (* 1955), kuwaitischer Politiker
- Muhammad Salih (1455–1535), altusbeker Dichter, Beamter und Historiker
- Muhammad Salim ʿAbd al-Wadud (1929–2009), mauretanischer islamischer Gelehrter
- Muhammad Shaani Abdullah, malaysischer Politiker
- Muhammad Shah († 1402), Sultan von Brunei
- Muhammad Shah (1702–1748), Großmogul von Indien (1720 bis 1748)
- Muhammad Tajuddin († 1807), Sultan von Brunei
- Muhammad Urfi († 1591), indischer Dichter
- Muhammad V. (1338–1391), Emir von Granada
- Muhammad V. (* 1969), malaysischer Sultan von Kelantan und König von MalaysiaMuhammad V. (* 1969)

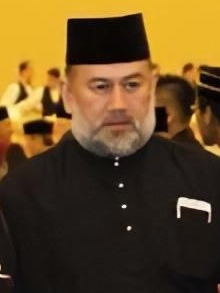
Muhammad V. (* 1969)

- Muhammad VI. (1332–1362), Emir von Granada (1360–1362)
- Muhammad VI. ibn Arafa (1889–1976), marokkanischer Sultan
- Muhammad VII. (1377–1408), Emir von Granada
- Muhammad VIII. (1410–1431), Emir von Granada
- Muhammad von Ghur (1149–1206), Herrscher über das zentralafghanische Ghuridenreich, Eroberer Nordindiens
- Muhammad X., Emir von Granada
- Muhammad XI. († 1455), Emir von Granada (1453–1454)
- Muhammad XII., Emir von Granada
- Muhammad XIII. († 1494), Emir von Granada
- Muhammad, Abdallah († 1524), zweiter Sultan der Ouattasiden in Marokko (1505–1524)
- Muhammad, Ali Nasir (* 1939), jemenitischer Politiker, Präsident des Südjemen (1978, 1980–1986)
- Muhammad, Ali Shaheed (* 1970), US-amerikanischer DJ und Produzent
- Muhammad, Ameen (1954–2003), US-amerikanischer Jazzmusiker (Trompeter, Perkussion, Muscheln), Musikpädagoge und Komponist
- Muhammad, Asia (* 1991), US-amerikanische Tennisspielerin
- Muhammad, Dalilah (* 1990), US-amerikanische Hürdenläuferin
- Muhammad, Eddie Mustafa (* 1952), US-amerikanischer Boxer
- Muhammad, Elijah (1897–1975), US-amerikanischer schwarzer Bürgerrechtler und 44 Jahre Leiter der Nation of IslamElijah Muhammad (1897–1975)

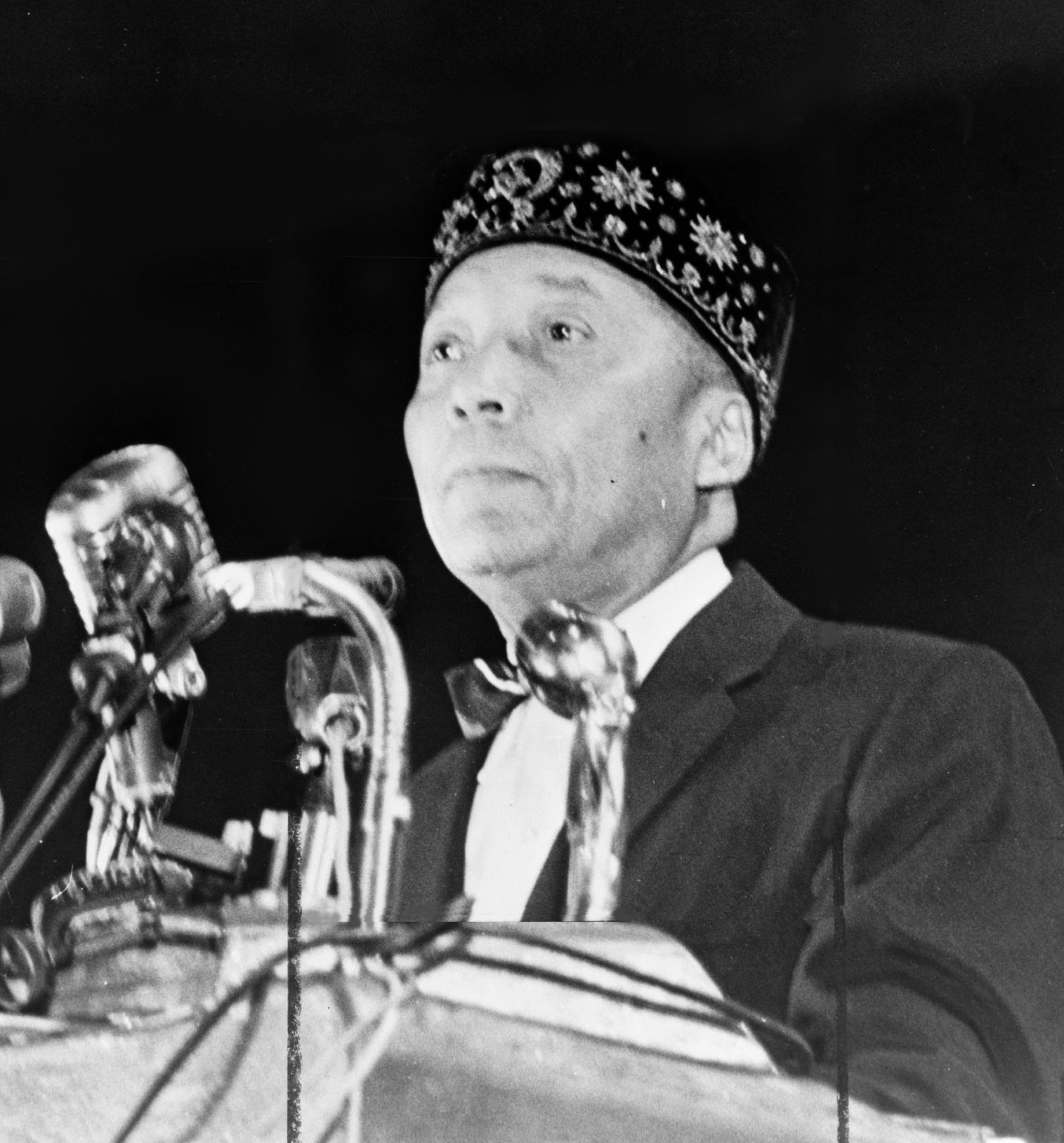
Elijah Muhammad (1897–1975)

- Muhammad, Evez († 1804), Khan des Khanats Chiwa (1790–1804)
- Muhammad, Fazul Abdullah († 2011), komorisch-kenianisches al-Qaida-Mitglied
- Muhammad, Ghazi bin (* 1966), jordanischer Prinz; Persönlicher Beauftragte und Sonderberater des jordanischen Königs Abdullah II. bin al-Hussein
- Muhammad, Ibtihaj (* 1985), US-amerikanische Säbelfechterin und Olympiateilnehmerin
- Muhammad, Idris (1939–2014), US-amerikanischer Jazz-Schlagzeuger
- Muhammad, John Allen (1960–2009), US-amerikanischer SerienmörderJohn Allen Muhammad (1960–2009)

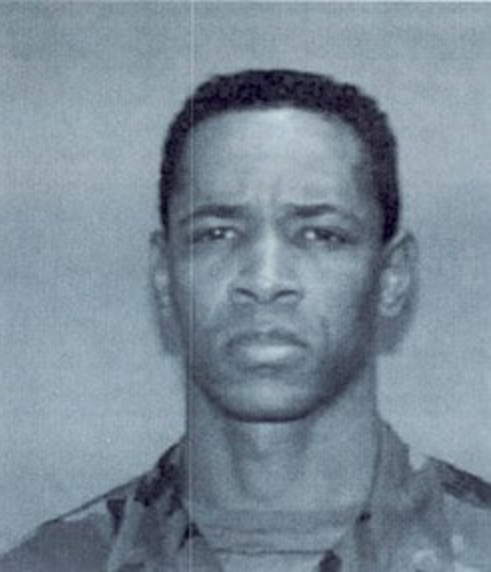
John Allen Muhammad (1960–2009)

- Muhammad, Kenny (* 1968), US-amerikanischer Beatboxing-Künstler
- Muhammad, Khalid Abdul (1948–2001), afroamerikanischer Muslimführer
- Muhammad, Lutalo (* 1991), britischer Taekwondoin
- Muhammad, Matthew Saad (1954–2014), US-amerikanischer Boxer
- Muhammad, Mulai (1710–1790), marokkanischer Herrscher (1757/1759–1790)
- Muhammad, Ruby (1907–2011), „Mother of the Nation of Islam“
- Muhammad, Ruqaiya bint († 624), Tochter des Propheten Mohammed
- Muhammad, Shabazz (* 1992), US-amerikanischer Basketballspieler
- Muhammad, Wallace Fard, Begründer der Nation of Islam
- Muhammadali xalfa Sobir oʻgʻli (1856–1898), Īshān des Sufi-Ordens der Naqschbandīya
- Muhammadburhan Awae (* 2002), thailändischer Fußballspieler
- Muhammaddschonow, Ato (1940–2002), sowjetisch-tadschikischer Schauspieler
- Muhammadnasay Kolaeh (* 2000), thailändischer Fußballspieler
- Muhammadsofi-ei Waji (* 1990), thailändischer Fußballspieler
- Muhammed Al-Jasser, saudi-arabischer Ökonom
- Muhammed Cham (* 2000), österreichischer Fußballspieler
- Muhammed Ghiya’as ud-din († 1774), Sultan der Malediven
- Muhammed, Ibrahim Murtala (1974–2025), ghanaischer PolitikerIbrahim Murtala Muhammed (1974–2025)

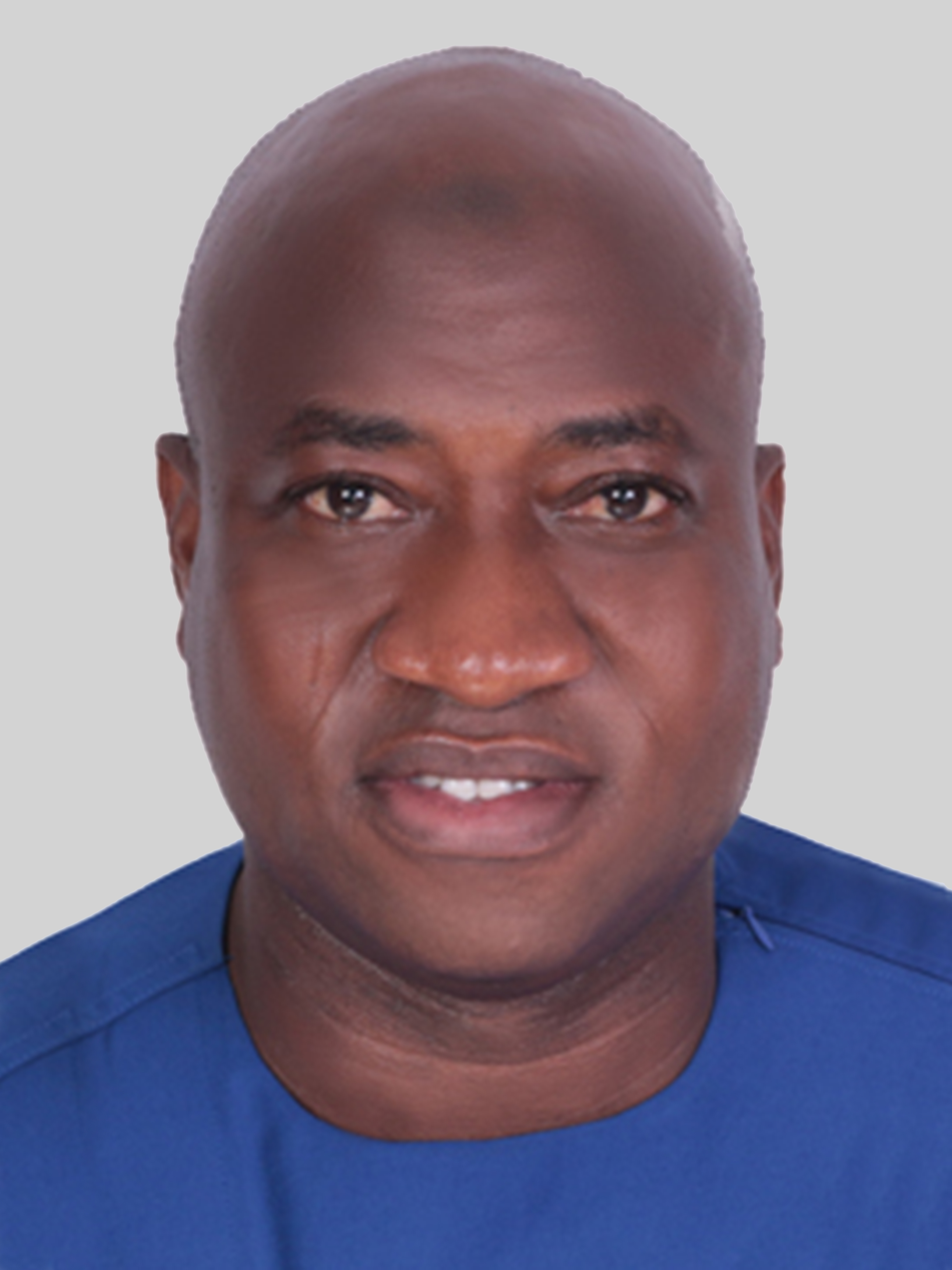
Ibrahim Murtala Muhammed (1974–2025)

- Muhammed, Kunhu (* 1982), indischer Sprinter
- Muhammed, Musa (* 1996), nigerianischer Fußballspieler
- Muhamowa, Jennet (* 1999), turkmenische Leichtathletin
- Muhan, Hasi (* 1989), chinesischer Marathonläufer
- Muhandis, Abu Mahdi al- (1954–2020), irakisch-iranischerr Politiker und Militär
- Muhando, Christopher, tansanischer Ökologe
- Muhar, Franz (1920–2015), österreichischer Arzt und Atempädagoge
- Muhar, Maria (* 1986), österreichische Schriftstellerin und Kabarettistin
- Muhar, Sabine (* 1960), österreichische Schauspielerin und Hochschullehrerin
- Muharemović, Jasmin (* 1965), jugoslawischer bzw. bosnischer Turbofolk-Sänger
- Muharemović, Kenan (* 2006), bosnischer Fußballspieler
- Muharemović, Tarik (* 2003), bosnischer Fußballspieler
- Muharemović, Veldin (* 1984), bosnisch-herzegowinischer Fußballspieler
- Muhari, Eszter (* 2002), ungarische Degenfechterin
- Muharremi, Hanefi (* 1953), kosovarischer Politiker (LDK), stellvertretender Minister für Infrastruktur
- Muharukua, Angelika (1958–2017), namibische Politikerin, Mitglied der Nationalversammlung, stellvertretende Ministerin und Gouverneurin von Kunene
- Muhatia Makumba, Maurice (* 1968), kenianischer Geistlicher, römisch-katholischer Erzbischof von Kisumu
- Muhawi, Ibrahim (* 1937), palästinensischer Schriftsteller, Märchenerzähler und Übersetzer
- Muhaxheri, Lavdrim (1989–2017), kosovo-albanischer Terrorist
- Muhaza, Tameem al- (* 1996), katarischer Fußballspieler

### Muhe
- Mühe, Andreas (* 1979), deutscher Photograph und Künstler
- Mühe, Anna Maria (* 1985), deutsche SchauspielerinAnna Maria Mühe (* 1985)

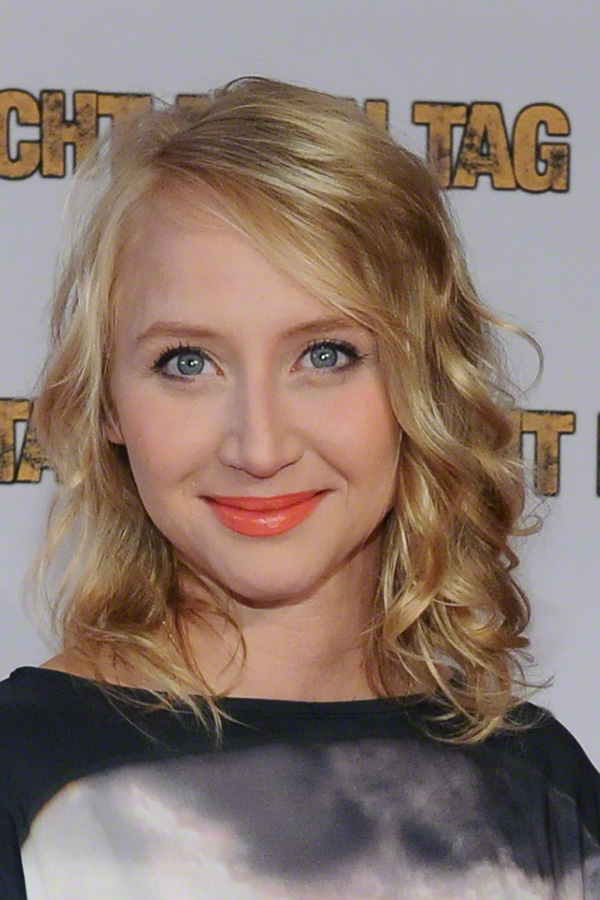
Anna Maria Mühe (* 1985)

- Mühe, Bianca (* 1974), deutsche Fußballspielerin
- Mühe, Erich (1938–2005), deutscher Chirurg
- Mühe, Hansgeorg (1929–2022), deutscher Musikwissenschaftler und Komponist
- Mühe, Karl-Heinz (* 1949), deutscher Politiker (SPD), MdL
- Mühe, Klaus (* 1941), deutscher Politiker (SED)
- Mühe, Konrad (* 1982), deutscher bildender Künstler
- Mühe, Lotte (1910–1981), deutsche Schwimmerin
- Mühe, Ludwig (1891–1958), deutscher Polizeidirektor und SS-Führer
- Mühe, Richard (1929–2009), deutscher Uhrmacher und Physiker
- Mühe, Ulrich (1953–2007), deutscher Schauspieler, Theaterregisseur und Hörspiel- sowie HörbuchsprecherUlrich Mühe (1953–2007)

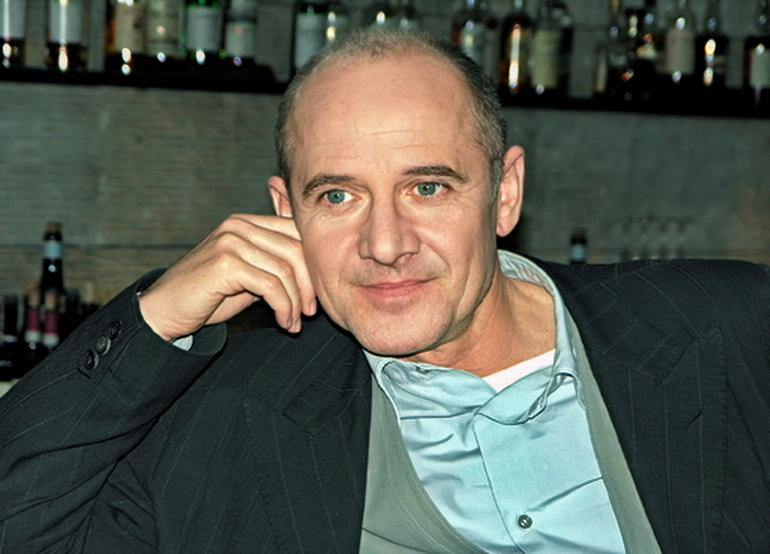
Ulrich Mühe (1953–2007)

- Mühe, Wilhelm (1882–1966), deutscher Ministerialrat und -direktor im Badischen Finanz- und Wirtschaftsministerium
- Muhedini, Bashkim (1949–2022), albanischer Fußballspieler
- Muheim, Alexander (1809–1867), Schweizer Politiker (KVP)
- Muheim, Andrea (1968–2023), Schweizer Malerin
- Muheim, Anton (1916–2016), Schweizer Politiker (SP)
- Muheim, Dominik (* 1992), Schweizer Slam-Poet, Kabarettist, Erzähler und Moderator
- Muheim, Franz (1923–2009), Schweizer Politiker
- Muheim, Franz (1931–2020), Schweizer Botschafter und Präsident des Schweizerischen Roten Kreuzes (1996–2001)
- Muheim, Gustav (1851–1917), Schweizer Politiker (KVP)
- Muheim, Gustav (1897–1979), Schweizer Politiker (KVP) und Bundesrichter
- Muheim, Hieronymus, Schweizer Politiker
- Muheim, Jost (1837–1919), Schweizer Landschafts- und Genremaler
- Muheim, Karl (1887–1954), Schweizer Politiker (FDP)
- Muheim, Miro (* 1998), Schweizer FußballspielerMiro Muheim (* 1998)

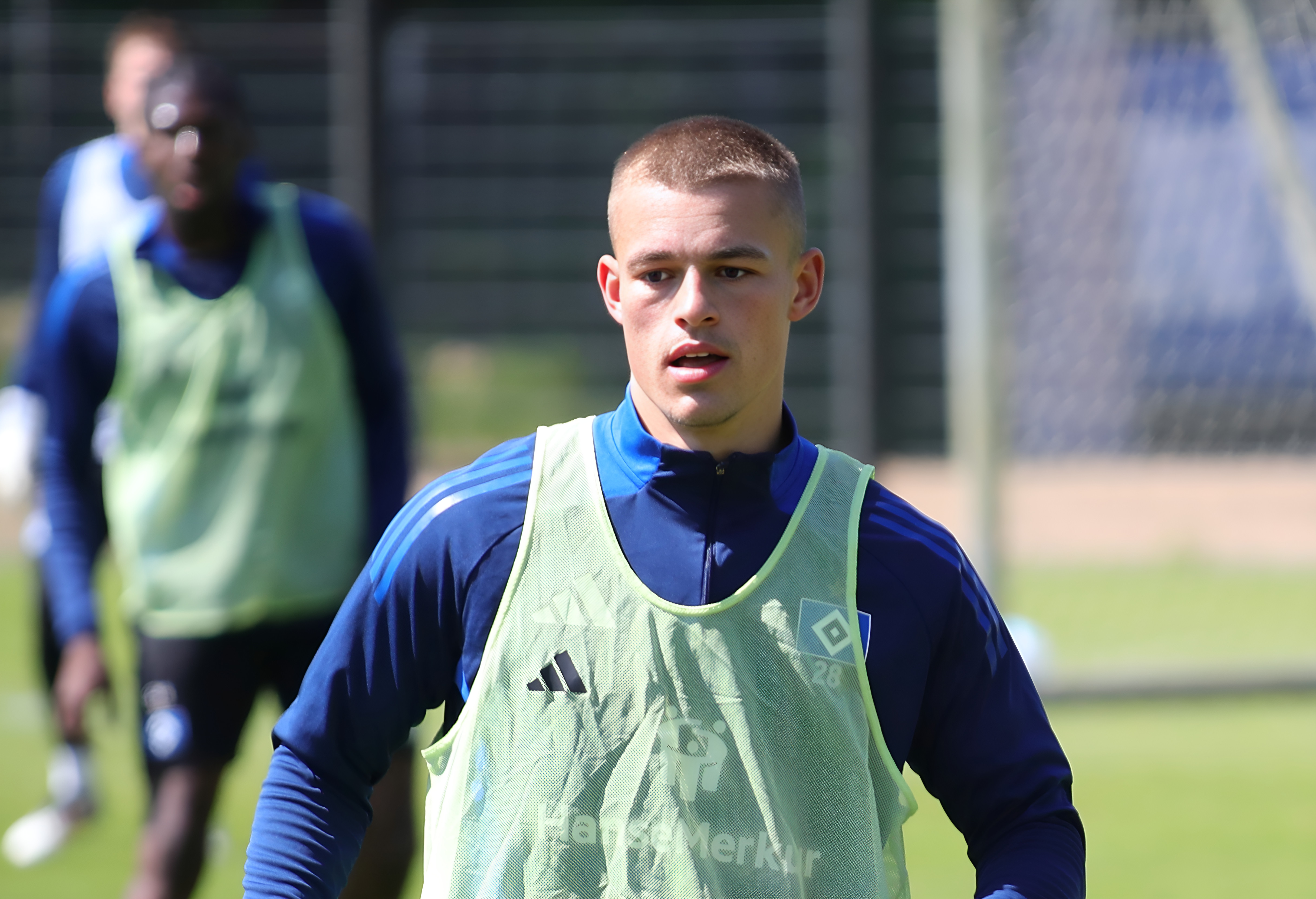
Miro Muheim (* 1998)

- Muheim-Büeler, Josef (* 1941), Schweizer Politiker und Familienforscher
- Mühendisyan, Ohannes (1810–1891), osmanischer Buchdrucker armenischer Abstammung
- Muheria, Anthony (* 1963), kenianischer Geistlicher, römisch-katholischer Erzbischof von Nyeri

### Muhi
- Muhich, Peter Michael (1961–2024), US-amerikanischer römisch-katholischer Geistlicher, Bischof von Rapid City
- Muhiddin, Kadri (* 1956), britischer Unternehmer
- Muhiddin, Nezihe (1889–1958), türkische Autorin, Journalistin und Frauenrechtlerin
- Muhiirwa, Robert (* 1958), ugandischer Priester, Bischof von Fort Portal
- Muhindo, TD Jack Mahamba, kongolesischer Filmemacher
- Muhitira, Félicien (* 1994), ruandischer Leichtathlet
- Muhittin, Taylan (1910–1983), türkischer Richter, Präsident des Verfassungsgerichts der Türkei

### Muhl
- Muhl, Abraham (* 1686), deutscher Fernkaufmann in Danzig
- Muhl, Abraham Ludwig (1768–1835), deutscher Kaufmann und Senator in Danzig
- Mühl, Carl (1869–1955), deutscher Entomologe
- Mühl, Christa (1947–2019), deutsche Regisseurin und Drehbuchautorin
- Muhl, Connor (* 2000), US-amerikanischer Schauspieler, Filmkomponist und Musiker
- Muhl, Ferdinand (1829–1897), deutscher Landesforstmeister
- Muhl, Friedrich (1732–1797), deutscher Fernkaufmann und Ratsherr in Danzig
- Mühl, Heinrich (1901–1963), deutscher Zahnarzt und Politiker (GB/BHE), MdL
- Muhl, Iris (* 1970), Schweizer Schriftstellerin
- Muhl, Jacob (1646–1718), deutscher Kaufmann in Hamburg und Amsterdam
- Mühl, Johannes (1888–1966), Mitglied des Provinziallandtages der Provinz Hessen-Nassau
- Muhl, John (1879–1943), deutscher Staatsanwalt und Chef der Kriminalpolizei in Danzig, Landeshistoriker des Danziger Raumes
- Muhl, Karl (1826–1897), Landtagsabgeordneter Großherzogtum Hessen
- Mühl, Karl Otto (1923–2020), deutscher Schriftsteller
- Muhl, Lars (* 1950), dänischer Autor, Musiker, Mystiker und Seher
- Mühl, Lukas (* 1997), deutscher FußballspielerLukas Mühl (* 1997)

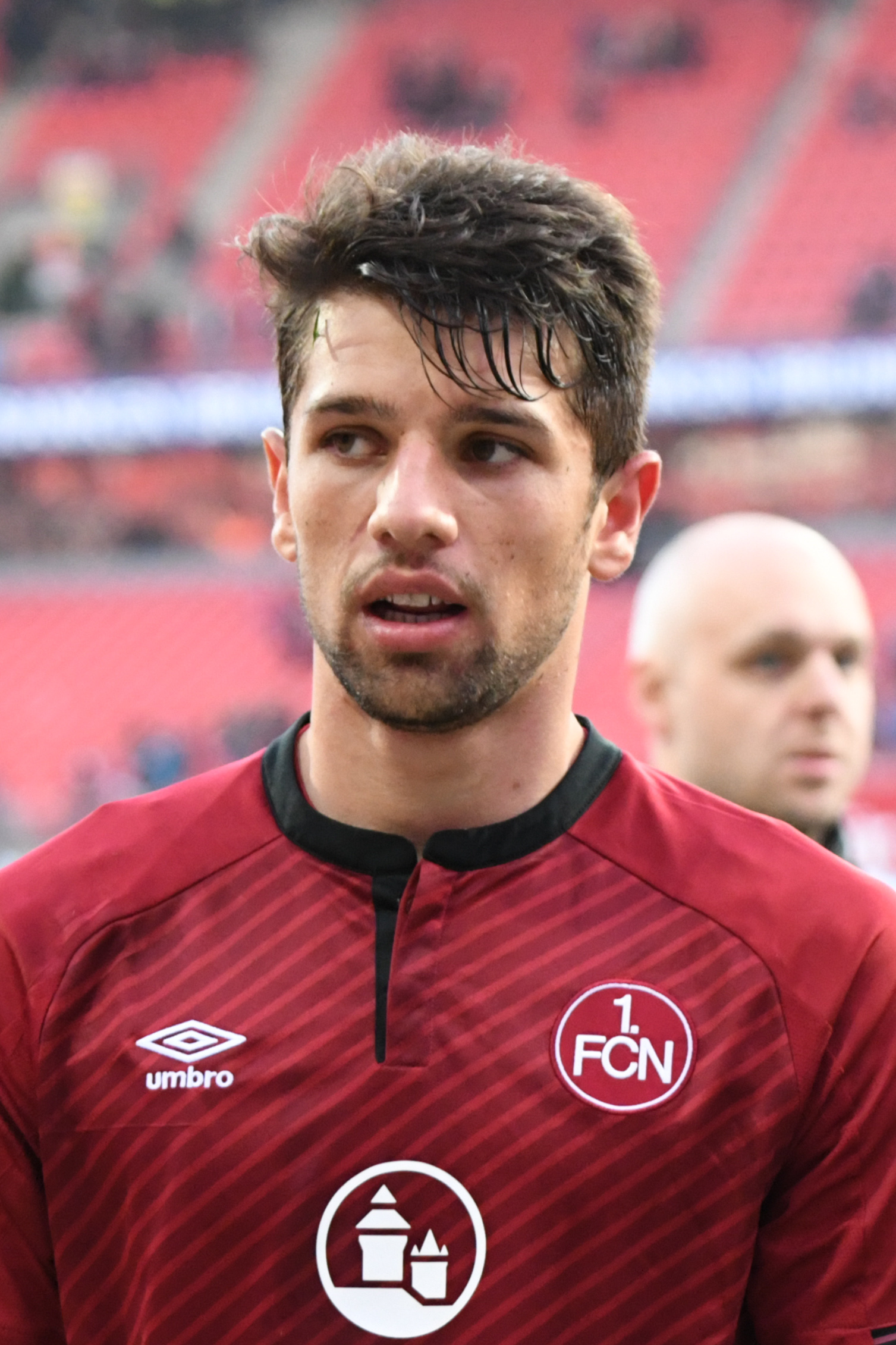
Lukas Mühl (* 1997)

- Mühl, Melanie (* 1976), deutsche Journalistin und Schriftstellerin
- Mühl, Otto (1911–2006), deutscher Rechtswissenschaftler, Richter und Hochschullehrer
- Mühl, Petra Maria (* 1965), deutsche Malerin, Zeichnerin, Fotografin und Installations-Künstlerin
- Mühl, Simone, deutsche Vorderasiatische Archäologin
- Muhl, Theodor (1866–1929), Kreisdirektor in Hessen
- Muhl, Ulrich (1936–2014), deutscher Fußballspieler und Jurist
- Mühl, Werner (* 1937), deutscher Mundartdichter
- Mühl-Benninghaus, Wolfgang (* 1953), deutscher Medienwissenschaftler

#### Muhla
- Muhlack, Bernd (1937–2020), deutscher Kaufmann, Sammler und Stifter afrikanischer Kunst
- Muhlack, Ulrich (* 1940), deutscher Historiker
- Mühlan, Alois (1856–1935), deutscher Übersetzer und Autor sowie Gymnasiallehrer
- Mühlan, Chris, deutscher Musiker, Songwriter und Lobpreisleiter
- Mühlan, Eberhard (* 1947), deutscher Religionspädagoge, evangelikaler Theologe, Autor und Referent zu Erziehungsfragen
- Mühlau, Martin (1883–1969), sächsischer Volkssänger und Musiker

#### Muhlb
- Mühlbach, Dirk (1963–2020), deutscher Theaterschauspieler
- Muhlbach, Don (* 1981), US-amerikanischer American-Football-Spieler
- Mühlbach, Heinrich von (1795–1848), preußischer Major
- Mühlbach, Kathrin (* 1992), deutsche Tischtennisspielerin
- Mühlbach, Luise (1814–1873), deutsche Schriftstellerin
- Mühlbach, Paul (1849–1908), deutscher Stadtbaurat in Königsberg
- Mühlbach, Robert (1848–1892), deutscher Architekt
- Mühlbacher, Alois (* 1995), österreichischer Opernsänger (Countertenor/Knabensopran)
- Mühlbacher, Christian (* 1960), österreichischer Schlagzeuger und Komponist
- Mühlbacher, Engelbert (1843–1903), österreichischer Historiker und Diplomatiker
- Mühlbacher, Ferdinand (* 1948), österreichischer Chirurg
- Mühlbacher, Fredrik (* 1998), österreichischer Biathlet und Skilangläufer
- Mühlbacher, Gerhard (* 1975), österreichischer Naturbahnrodler
- Mühlbacher, Hansjörg (* 1969), deutscher Naturbahnrodler
- Mühlbacher, Jörg R. (* 1946), österreichischer Informatiker und Hochschullehrer
- Mühlbacher, Josef (1868–1933), österreichischer Priester, Bildhauer und Maler
- Mühlbacher, Julia (* 2004), österreichische Skispringerin
- Mühlbacher, Klaus (* 1971), österreichischer Politiker (ÖVP), Landtagsabgeordneter Oberösterreich
- Mühlbacher, Kurt (1925–2011), österreichischer Politiker (SPÖ), Landtagsabgeordneter, Abgeordneter zum Nationalrat
- Mühlbacher, Paul (1838–1920), österreichischer Präsident der Bleiberger Bergwerksunion und Politiker, Landtagsabgeordneter
- Mühlbacher, Reinhard (* 1943), deutscher Unterhaltungskünstler und Sänger
- Mühlbächer, Waldemar (1937–2021), deutscher Fußballspieler
- Mühlbächer, Wilhelm (* 1915), deutscher Fußballspieler
- Mühlbachler, Josef (* 1945), österreichischer Lehrer und Politiker (ÖVP), Abgeordneter zum Nationalrat
- Mühlbauer, Andreas (* 1995), deutscher Volleyballspieler
- Mühlbauer, Bernd H., deutscher Ökonom
- Mühlbauer, Britta (* 1961), österreichische Schriftstellerin
- Mühlbauer, Eduard (1901–1980), deutscher Ingenieur und Manager
- Mühlbauer, Eleonore (* 1964), deutsche Politikerin (SPD), MdL
- Mühlbauer, Gustav von (1816–1889), bayerischer Generalmajor und Ritter des Militär-Max-Joseph-Ordens
- Mühlbauer, Hans (* 1980), deutscher Triathlet
- Mühlbauer, Heinrich (1738–1810), deutscher Benediktiner und Abt
- Mühlbauer, Holger (* 1964), deutscher Jurist
- Mühlbauer, Josef (1818–1848), deutscher Orgelbauer
- Mühlbauer, Peter (* 1963), deutscher Künstler, Illustrator, Autor und Kulturpreisträger
- Mühlbauer, Pia (* 1953), deutsche Malerin und Grafikerin
- Mühlbauer, Rita (* 1941), deutsche Malerin und Illustratorin
- Mühlbauer, Sebastian (* 1980), deutscher Physiker
- Mühlbauer, Sepp (1904–1995), Schweizer Skispringer
- Mühlbauer, Werner (* 1941), deutscher Ingenieur und Agrarwissenschaftler insbesondere Landtechnik in Tropen und Subtropen
- Mühlbauer-Gardemin, Holger (* 1962), deutscher Grafikdesigner und bildender Künstler
- Mühlbeck, Josef (1878–1948), deutscher Maler
- Mühlberg, Dietrich (* 1936), deutscher Kulturwissenschaftler
- Mühlberg, Fried (1915–2006), deutscher Kunsthistoriker und Denkmalpfleger, Stadtkonservator in Köln
- Mühlberg, Friedrich (1840–1915), Schweizer Geologe und Botaniker
- Mühlberg, Georg (1863–1925), deutscher Maler, Zeichner und Illustrator
- Mühlberg, Max (1873–1947), Schweizer Geologe
- Mühlberg, Paul von (1847–1926), preußischer Generalmajor
- Mühlberger, Andreas (* 1970), deutscher Psychotherapeut und Hochschulprofessor
- Mühlberger, Eugen (1902–1944), deutscher Gewichtheber
- Mühlberger, Georg (* 1880), deutscher Scharfschütze im Ersten Weltkrieg
- Mühlberger, Gregor (* 1994), österreichischer RadrennfahrerGregor Mühlberger (* 1994)

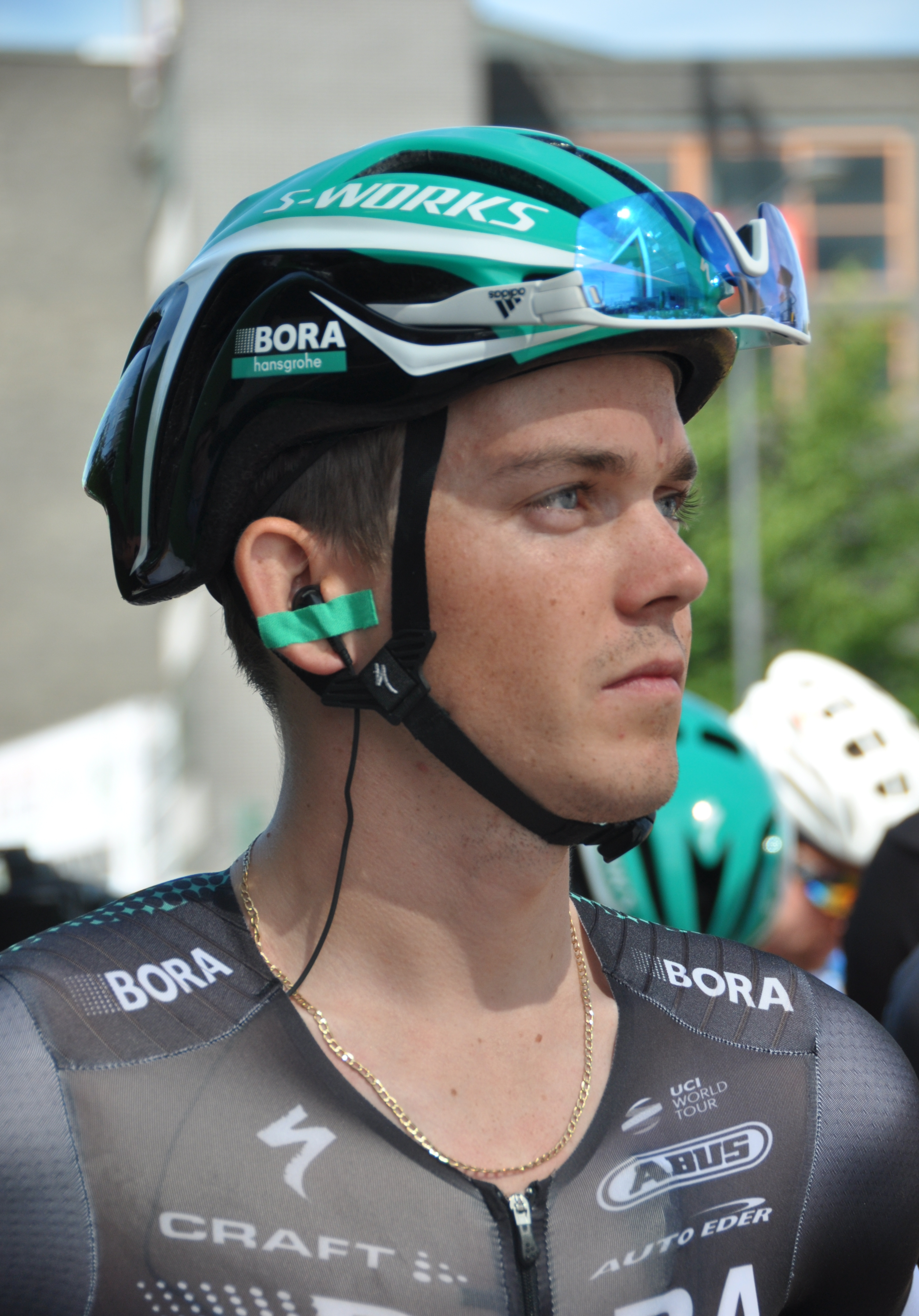
Gregor Mühlberger (* 1994)

- Mühlberger, Josef (1903–1985), deutscher Schriftsteller und Journalist
- Mühlberger, Karl (1857–1944), österreichischer Dirigent und Komponist
- Mühlberger, Karl Antal (1869–1943), österreichischer Künstler und Politiker (SDAPDÖ), Abgeordneter zum Nationalrat
- Mühlberger, Kurt (* 1948), österreichischer Historiker
- Mühlberger, Sonja (* 1939), deutsche Lehrerin und Autorin
- Mühlberghuber, Edith (* 1964), österreichische Politikerin (FPÖ), Abgeordnete zum Nationalrat
- Mühlbeyer, Hermann (* 1939), deutscher Politiker (CDU), MdL
- Mühlbeyer, Manfred (* 1955), deutscher Buch-, Bühnen- und Filmautor, Regisseur und Eventmanager
- Mühlböck, Mario (* 1958), österreichischer Politiker (SPÖ), oberösterreichischer Landtagsabgeordneter
- Mühlböck, Nadine (* 1978), österreichische Schauspielerin
- Mühlbock, Otto (1906–1979), deutsch-niederländischer Krebsforscher und Endokrinologe
- Mühlbradt, Horst (1930–2011), deutscher Jazzmusiker, Komponist und Arrangeur
- Mühlbrecht, Fritz (1880–1962), deutscher Maler und Graphiker

#### Muhlc
- Mühlchen, Wilfried (* 1941), deutscher Fußballspieler

#### Muhld
- Mühldorfer, Johann Baptist von (1772–1839), bayerischer Bierbrauer und Abgeordneter
- Mühldorfer, Peter (* 1946), deutscher Maler, Grafiker und Illustrator
- Mühldorfer, Philipp von (1801–1865), bayerischer Bierbrauer, Unternehmer und Politiker

#### Muhle
- Mühle, Arnold (1906–1993), deutscher politischer Funktionär, SA-Führer
- Mühle, Árpád (1870–1930), Landschaftsarchitekt, Rosenzüchter, Kommerzienrat und Fachautor
- Mühle, Bernd (* 1954), deutscher Hochspringer
- Mühle, Corinna (* 1980), deutsche Schauspielerin
- Muhle, Diedrich Konrad (1780–1869), Pfarrer und Chronist
- Mühle, Eduard (* 1957), deutscher Historiker
- Mühle, Hans (1897–1973), deutscher lutherischer Geistlicher und Autor
- Mühle, Hans-Jürgen (* 1941), deutscher Unternehmer
- Mühle, Heinz (* 1920), deutscher Fußballspieler und -trainer
- Mühle, Jörg (* 1973), deutscher Illustrator und Kinderbuchautor
- Mühle, Josef (1890–1950), Maler und Schriftsteller
- Muhle, Klara (* 1990), deutsche Fußballspielerin
- Mühle, Siegfried (* 1937), deutscher Militärwissenschaftler
- Muhle, Stefan (* 1974), deutscher Jurist und Politiker (CDU), Niedersächsischer Staatssekretär
- Mühle, Stefanie (1960–2011), deutsche SchauspielerinStefanie Mühle (1960–2011)

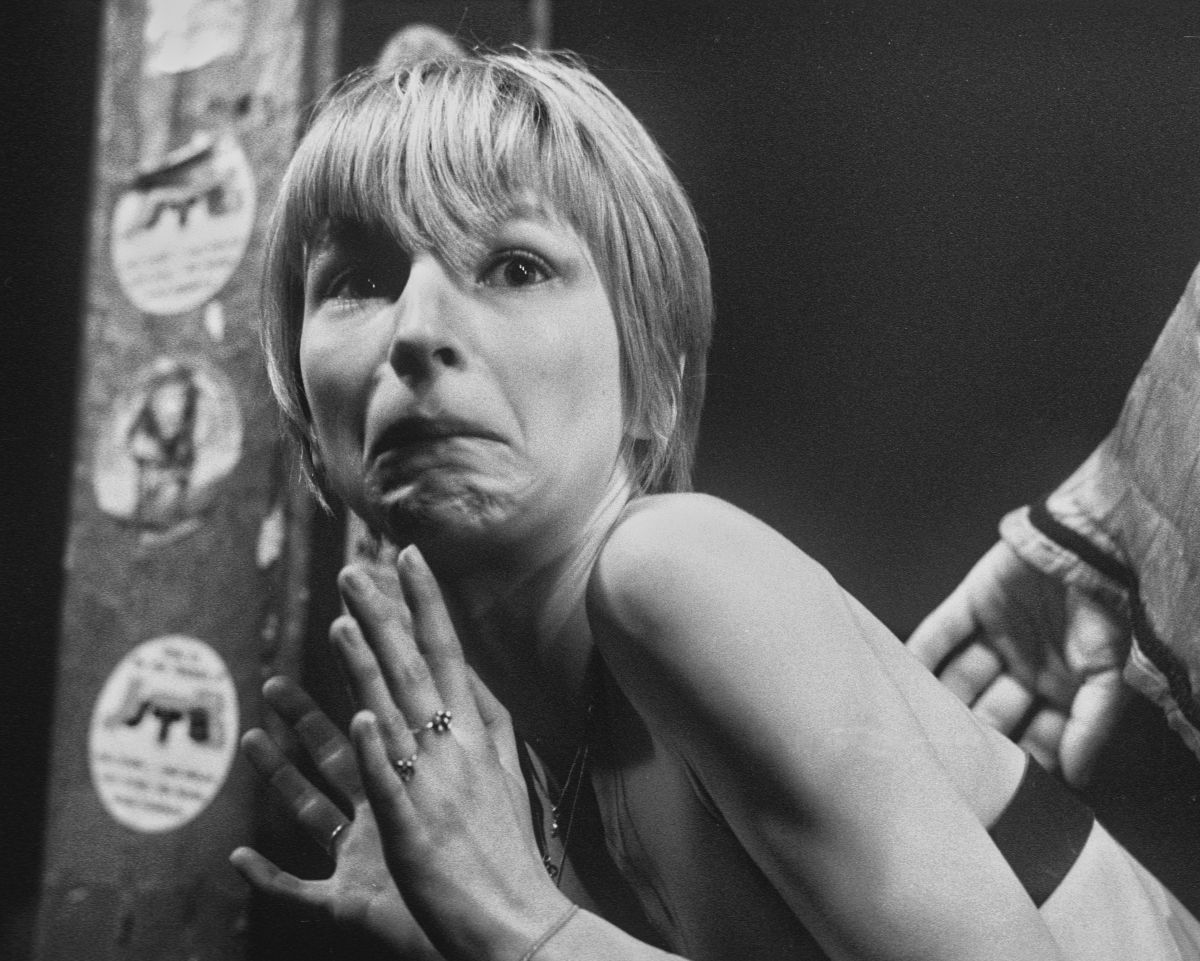
Stefanie Mühle (1960–2011)

- Mühle, Wilhelm (1845–1908), Landschaftsarchitekt, Rosenzüchter
- Mühlebach, August (1872–1934), Schweizer Politiker
- Mühleck, Sonja, deutsche Sopranistin
- Mühlegg, Johann (* 1970), deutsch-spanischer Skilangläufer
- Mühleis, Martin, deutscher Regisseur, Drehbuchautor, Produzent, Verleger
- Mühleisen, Alfred (1856–1931), deutscher Journalist, Bierbrauer und Politiker, MdR
- Mühleisen, Bernd (1938–2024), deutscher Handballspieler
- Mühleisen, Georg (1768–1846), Stadtschultheiß von Gmünd und Landtagsabgeordneter in den Württembergischen Landständen
- Mühleisen, Hans-Otto (* 1941), deutscher Politikwissenschaftler
- Mühleisen, Horst (1943–2021), deutscher Historiker und Archivar
- Mühleisen, Rudolf (* 1934), deutscher Fußballspieler
- Mühleisen, Wencke (* 1953), norwegische Genderforscherin und Schriftstellerin
- Mühlek, Karl (1930–2025), deutscher römisch-katholischer Theologe und Universitätsprofessor
- Mühlemann, Benjamin (* 1979), Schweizer Politiker (FDP)
- Mühlemann, Catherine (* 1966), Schweizer Medienmanagerin
- Mühlemann, Elena (* 2003), Schweizer Fussballspielerin
- Mühlemann, Ernst (1930–2009), Schweizer Politiker (FDP)
- Mühlemann, Hans (1923–1992), deutscher Maler und Grafiker
- Mühlemann, Hans Rudolf (1917–1997), Schweizer Zahnmediziner, Humanmediziner
- Mühlemann, Lukas (* 1950), Schweizer Bankmanager
- Mühlemann, Regula (* 1986), Schweizer OpernsängerinRegula Mühlemann (* 1986)

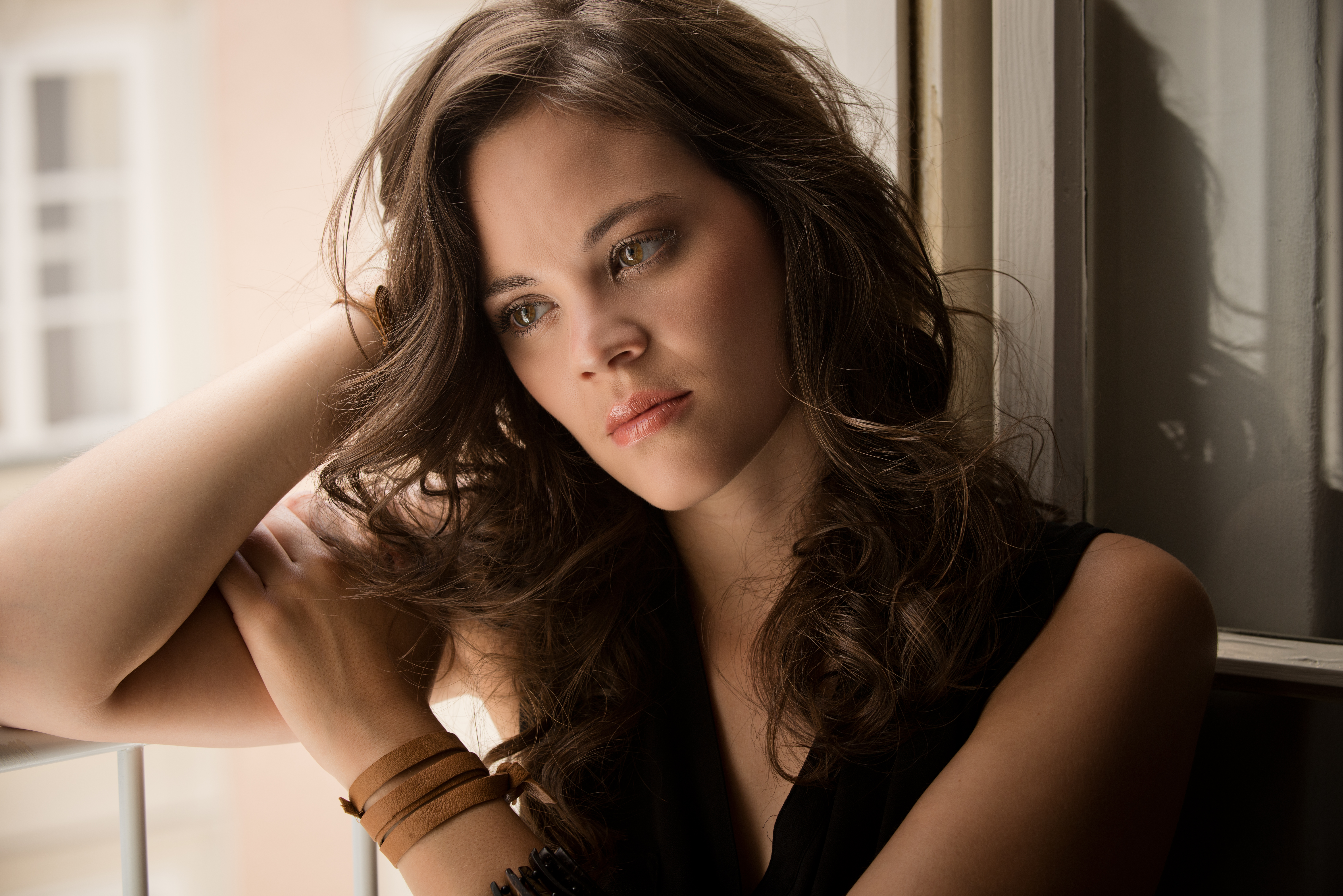
Regula Mühlemann (* 1986)

- Mühlen, Alexander (1942–2021), deutscher Diplomat und Autor
- Mühlen, Ernest (1926–2014), luxemburgischer Politiker, MdEP
- Mühlen, Heribert (1927–2006), deutscher katholischer Theologe
- Mühlen, Hermann (1886–1964), deutscher Maler
- Mühlen, Johann von (1702–1763), Hessen-kasselscher Generalmajor
- Mühlen, Klaus Freiherr von (1909–1985), deutscher Politiker (FDP/DVP), MdB
- Mühlen, Kurt Adolf Eduard von (1905–1971), deutscher Generalleutnant
- Mühlen, Michael von der (* 1954), deutscher Ingenieur und Ministerialbeamter
- Mühlen, Norbert (1909–1981), deutsch-amerikanischer Publizist
- Muhlen, Roland (1940–2023), US-amerikanischer Kanute
- Mühlen-Schulte, Georg (1882–1981), deutscher Schriftsteller, Humorist und Drehbuchautor
- Muhlen-Schulte, Louis (* 1998), australischer Skirennläufer und Freestyle-Skier
- Mühlenbäumer, Eva (* 1984), deutsche Journalistin und Moderatorin
- Mühlenbeck, August (1821–1892), deutscher Rittergutsbesitzer und Parlamentarier
- Mühlenbeck, Frank (* 1975), deutscher Buchautor
- Mühlenbein, Georg August Heinrich (1764–1845), deutscher Arzt
- Mühlenbein, Heinz (1883–1976), deutscher Maler und Kunstglasmaler sowie Restaurator
- Mühlenbein, Philipp (1865–1951), deutscher Verwaltungsjurist, Regierungspräsident
- Mühlenberend, Andreas (* 1967), deutscher Designer und Hochschullehrer
- Mühlenberg, Christoph (1784–1809), deutscher Korporal und Aufständischer gegen die französische Besatzung unter Napoleon
- Mühlenberg, Ekkehard (* 1938), deutscher Kirchenhistoriker und Hochschullehrer
- Mühlenberg, Ferdinand (* 1927), deutscher Fußballspieler
- Muhlenberg, Francis Swaine (1795–1831), US-amerikanischer Politiker
- Mühlenberg, Franz (1894–1976), deutscher Politiker (CDU), MdB
- Muhlenberg, Frederick (1750–1801), US-amerikanischer Politiker; erster Sprecher des RepräsentantenhausesFrederick Muhlenberg (1750–1801)

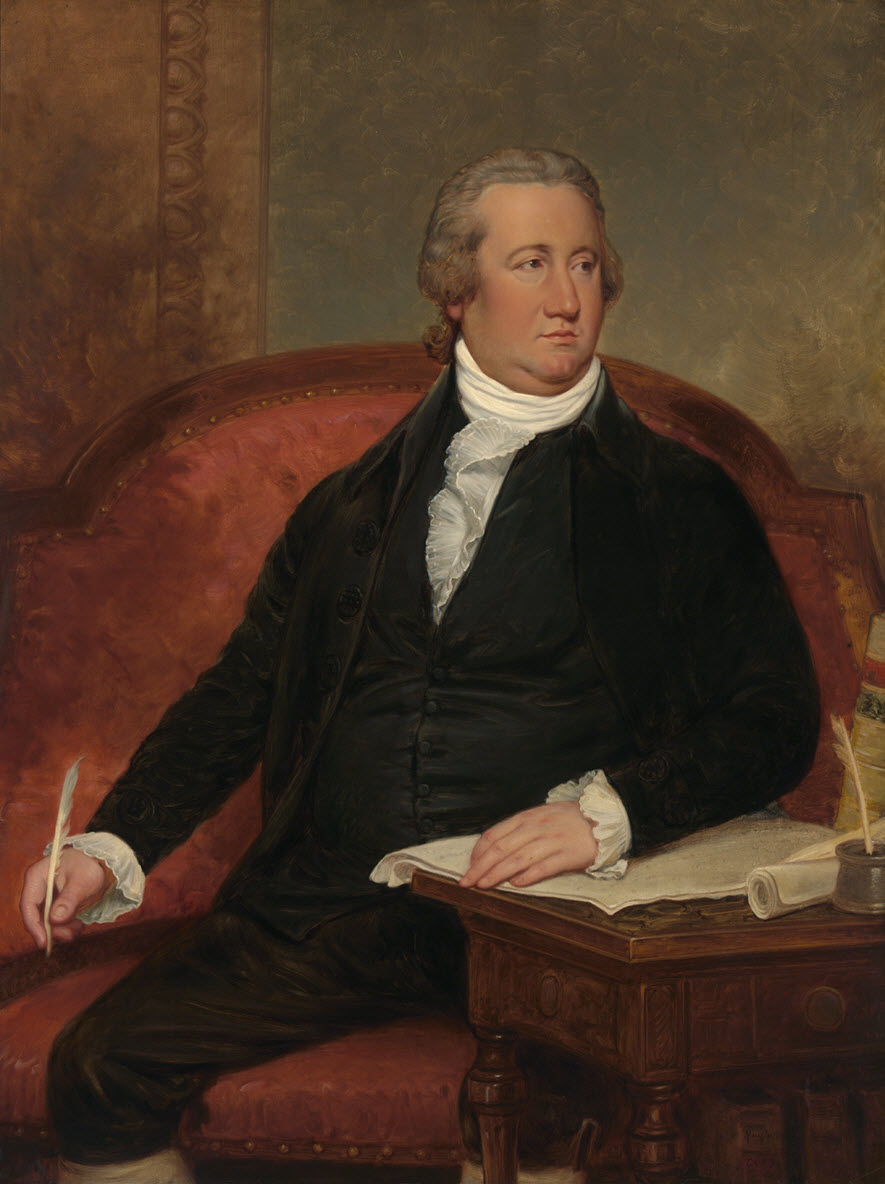
Frederick Muhlenberg (1750–1801)

- Muhlenberg, Frederick Augustus (1887–1980), US-amerikanischer Architekt und Politiker
- Muhlenberg, Henry (1753–1815), US-amerikanischer Theologe und Naturforscher
- Muhlenberg, Henry A. P. (1782–1844), US-amerikanischer Politiker
- Muhlenberg, Henry Augustus (1823–1854), US-amerikanischer Politiker
- Muhlenberg, Henry Melchior (1711–1787), Begründer der lutherischen Kirche in den USA
- Mühlenberg, Herbert (* 1949), deutscher Fußballspieler
- Mühlenberg, Michael (* 1944), deutscher Naturschutzbiologe und Hochschullehrer
- Muhlenberg, Peter (1746–1807), US-amerikanischer Politiker
- Mühlenbock, Günter (* 1937), deutscher Fußballspieler
- Mühlenbrink, Jochen (* 1980), deutscher Maler
- Mühlenbrock, Josef (* 1968), deutscher Archäologe
- Mühlenbrock, Werner (1908–1998), deutscher römisch-katholischer Geistlicher
- Mühlenbruch, Brigitte (* 1936), deutsche Pharmazeutin und Präsidentin der European Platform of Women Scientists EPWS in Brüssel
- Mühlenbruch, Christian Friedrich (1785–1843), deutscher Rechtswissenschaftler
- Mühlenbruch, Heinrich (1803–1887), deutscher Violinist, Komponist und Musikdirektor
- Mühlenbruch, Johannes (1855–1932), Historienmaler
- Mühlendahl, Irene von (1912–2003), deutsche Rundfunkmoderatorin
- Mühlender, Helmut (1918–2008), deutscher Politiker (SPD)
- Mühlendyck, Wim (1905–1986), deutscher Bildhauer und Keramiker
- Mühlenen, Max von (1903–1971), Schweizer Maler und Glasmaler
- Mühlenfeld, Dagmar (* 1951), deutsche Politikerin (SPD), Oberbürgermeisterin a. D. von Mülheim an der Ruhr
- Mühlenfeld, Eike (1938–2018), deutscher Physiker und Hochschullehrer (Mess- und Automatisierungstechnik)
- Mühlenfeld, Hans (1901–1969), deutscher Politiker (DP, FDP), MdL, MdB
- Mühlenfeld, Karsten (* 1963), deutscher Industriemanager und Maschinenbauingenieur
- Mühlenfels, Albert von (1895–1977), deutscher Wirtschaftswissenschaftler
- Mühlenfels, Balthazar Frederik († 1807), Generalgouverneur von Dänisch-Westindien
- Mühlenfels, Elfriede von († 1884), deutsche Schriftstellerin
- Mühlenfels, Hanns von (* 1948), deutscher Jurist, Lyriker und Theaterautor sowie Regisseur
- Mühlenfels, Johann Jakob von (1746–1830), deutscher Jurist und Gerichtspräsident in Schwedisch-Pommern und Preußen
- Mühlenfels, Karl Ludwig von (1855–1920), deutscher Generalleutnant
- Mühlenfels, Ludwig von (1793–1861), deutscher Jurist, Literaturhistoriker, Oberappellationsgerichtsrat und Reichskommissar
- Mühlenfels, Otto von (1845–1918), deutscher Jurist und Reichsbahnbeamter
- Mühlenfels, Paul von (1892–1958), deutscher Generalmajor der Wehrmacht
- Mühlenhardt, Justin (* 1982), deutscher Schauspieler
- Mühlenhaupt, Kurt (1921–2006), deutscher Maler, Bildhauer und SchriftstellerKurt Mühlenhaupt (1921–2006)

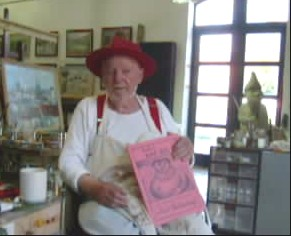
Kurt Mühlenhaupt (1921–2006)

- Mühlenkamp, Holger (* 1958), deutscher Ökonom und Verwaltungswissenschaftler
- Mühlenkamp, Johannes (1910–1986), deutscher SS-Standartenführer der Waffen-SS
- Mühlenpfordt, Carl (1878–1944), deutscher Architekt, Baubeamter und Hochschullehrer
- Mühlenpfordt, Eduard August Emil (1801–1857), deutscher Architekt, Ingenieur und Zeichner
- Mühlenpfordt, Justus (1911–2000), deutscher Physiker
- Mühlenpfordt, Philipp August Friedrich (1803–1891), deutscher Botaniker
- Mühlens, Elisabeth (* 1949), deutsche Juristin
- Mühlens, Peter (1874–1943), deutscher Tropenmediziner, Leiter des Bernhard-Nocht-Instituts
- Mühlenweg, Elisabeth (1910–1961), deutsche Malerin und Illustratorin
- Mühlenweg, Fritz (1898–1961), deutscher Maler und Schriftsteller
- Mühlenweg, Jannik (* 1993), deutscher Schauspieler
- Muhler, Emil (1892–1963), deutscher Geistlicher, römisch-katholischer Priester und Widerstandskämpfer gegen den Nationalsozialismus
- Mühler, Ernst Alfred (1898–1968), deutscher Maler, Innenarchitekt und Hochschullehrer
- Mühler, Heinrich Gottlob von (1780–1857), preußischer Jurist und Justizminister
- Mühler, Heinrich von (1813–1874), preußischer Kultusminister und Politiker
- Mühler, Johannes (1876–1952), deutscher Fotograf
- Mühler, Kurt (* 1953), deutscher Soziologe
- Muhler, Martin (* 1961), deutscher Chemiker
- Mühler, Rolf (1910–1967), deutscher Polizist und KdS Marseille
- Mühlestein, Hans (1887–1969), Schweizer Kulturhistoriker und Schriftsteller
- Mühlestein, Hugo (1916–2008), Schweizer Altphilologe und Mykenologe
- Mühlethaler, Ben, Schweizer Komponist, Mixer, Remixer und Musikproduzent
- Mühlethaler, Elsa (1917–1998), Schweizer Tierärztin
- Mühlethaler, Hans (1930–2016), Schweizer Schriftsteller und Dramaturg
- Mühlethaler, Kurt (1919–2002), Schweizer Zellbiologe
- Muhlethaler, Laurent (* 1997), französischer Nordischer Kombinierer

#### Muhlf
- Mühlfeld, Andreas (* 1961), deutscher Tischtennisspieler
- Mühlfeld, Christiane (* 1968), deutsche Autorin
- Muhlfeld, Lucien (1870–1902), französischer Schriftsteller und Literaturkritiker
- Mühlfeld, Richard (1856–1907), deutscher Klarinettist
- Mühlfeld, Wilhelm (1851–1912), deutscher Musiker, Musiklehrer und Komponist
- Mühlfenzl, Isabel (1927–2022), deutsche Journalistin, Autorin und Wirtschaftswissenschaftlerin
- Mühlfenzl, Rudolf (1919–2000), deutscher Fernsehjournalist, Medienmanager und Rundfunkbeauftragter
- Mühlfried, Florian (* 1970), deutscher Ethnologe und Hochschullehrer
- Mühlfriedel, Wolfgang (* 1930), deutscher Wirtschaftshistoriker

#### Muhlg
- Mühlgaszner, Edith (* 1951), österreichische Politikerin (SPÖ), Landtagsabgeordnete im Burgenland

#### Muhlh
- Mühlhahn, Klaus (* 1963), deutscher Sinologe, Gesellschafts- und Kulturwissenschaftler und seit 2020 Präsident und Sprecher der Geschäftsführung der privatwirtschaftlichen Zeppelin Universität (ZU) in Friedrichshafen
- Mühlhan, Adolf (1886–1956), deutscher Maler und Grafiker
- Mühlhan, Bernhard (1905–1972), deutscher Pädagoge und Politiker (FDP), MdB
- Mühlhardt, Kurt (1903–1980), deutscher Sänger und Schauspieler
- Mühlhaus, Axel, deutscher Wirtschaftsjournalist und Unternehmer
- Mühlhaus, Larissa (* 2003), deutsche Fußballspielerin
- Mühlhause, Sarah (* 1982), deutsche Schauspielerin
- Mühlhausen, Corinna (* 1970), deutsche Trendforscherin und Journalistin
- Mühlhausen, Jomtob Lipmann, Halachist
- Mühlhausen, Ludwig (1888–1956), deutscher Keltologe
- Mühlhausen, Walter (* 1956), deutscher Historiker
- Mühlhausen, Wilhelm (* 1893), Mitglied des Provinziallandtages der Provinz Hessen-Nassau
- Mühlhauser, Eugen, bayerischer Bauer
- Mühlhäuser, Hubertus (* 1969), deutscher Wirtschaftsmanager
- Mühlhauser, Ingrid (* 1953), deutsch-österreichische Gesundheitswissenschaftlerin, Internistin und Hochschullehrerin
- Mühlhäuser, Johannes (1834–1914), deutscher Weinbaufachmann und Politiker
- Mühlhauser, Karl (1909–1979), österreichischer Politiker (CS/ÖVP)
- Mühlhäuser, Kurt (1943–2020), deutscher Kommunalpolitiker (SPD), Vorsitzender der Stadtwerke München
- Mühlhäuser, Max (* 1957), deutscher Informatiker
- Mühlhäuser, Regina (* 1971), deutsche Historikerin
- Mühlhäusler, Peter (* 1947), deutsch-australischer Linguist
- Mühlhäußer, Karl August (1825–1881), deutscher Theologe und Politiker
- Mühlheim, Barbara (* 1959), Schweizer Politikerin (GLP)
- Mühlheim, Friedrich Franz von (1756–1795), preußischer Landrat und Kammerpräsident
- Mühlher, Robert (1910–2003), österreichischer Germanist und Literaturwissenschaftler
- Mühlheußer, Gerd (* 1972), deutscher Wirtschaftswissenschaftler
- Mühlhiasl, bayerischer Weissager und Prophet
- Mühlhofer, Alfons (1907–1952), deutscher Schauspieler
- Mühlhofer, Anton (* 1958), österreichischer Jazzschlagzeuger und Perkussionist
- Mühlhofer, Franz (1881–1955), österreichischer Höhlenforschungspionier
- Mühlhofer, Hans (1878–1932), deutscher Schauspieler, Hörspielsprecher und Rezitator
- Mühlhofer, Ludwig (1888–1978), österreichischer Wasserbauingenieur
- Mühlhoff, Klaus (1938–2016), deutscher Politiker (SPD)
- Mühlhoff, Rainer (* 1982), deutscher Philosoph und MathematikerRainer Mühlhoff (* 1982)

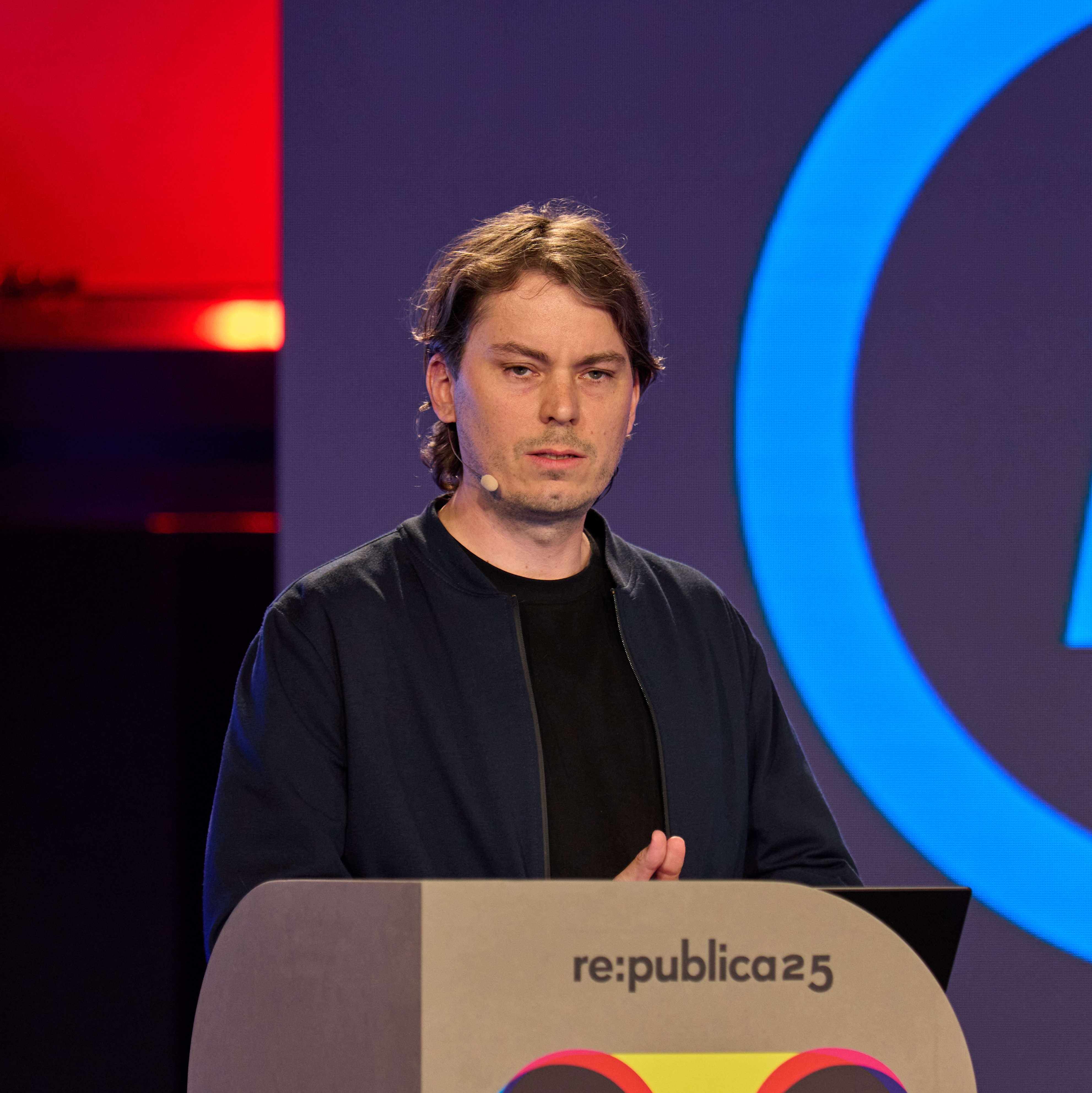
Rainer Mühlhoff (* 1982)

- Mühlhoff, Thomas (* 1984), deutscher Musiker, Produzent, Unternehmer und Autor
- Mühlhoff, Wilhelm (1892–1955), deutscher Politiker (Zentrum), MdL
- Mühlhölzer, Felix (* 1947), deutscher Philosoph

#### Muhli
- Mühlich, Robert (* 1981), deutscher Comicautor und Colorist
- Mühlig, Albert Ernst (1862–1924), deutscher Landschafts-, Genre- und Tiermaler
- Mühlig, Anton (1876–1951), tschechoslowakischer Glasindustrieller
- Mühlig, Bernhard (1829–1910), deutscher Landschafts-, Genre- und Tiermaler
- Mühlig, Georg Hermann von (1826–1907), deutscher Arzt in Konstantinopel
- Mühlig, Hugo (1854–1929), deutscher Maler
- Mühlig, Josef (1874–1954), tschechoslowakischer Glasindustrieller
- Mühlig, Max (1835–1915), deutsch-österreichischer Hütteningenieur und Glasfabrikant
- Mühlig, Meno (1823–1873), deutscher Genre- und Landschaftsmaler
- Mühlig, Stephan (* 1961), deutscher Psychologe und Hochschullehrer
- Mühlig-Hofmann, Albert (1886–1980), deutscher Politiker in der Zeit des Nationalsozialismus
- Mühling, Alexander (* 1992), deutscher Fußballspieler
- Mühling, August (1786–1847), deutscher Organist, Dirigent, Komponist und Violinist
- Mühling, Jens (* 1976), deutscher Schriftsteller und JournalistJens Mühling (* 1976)

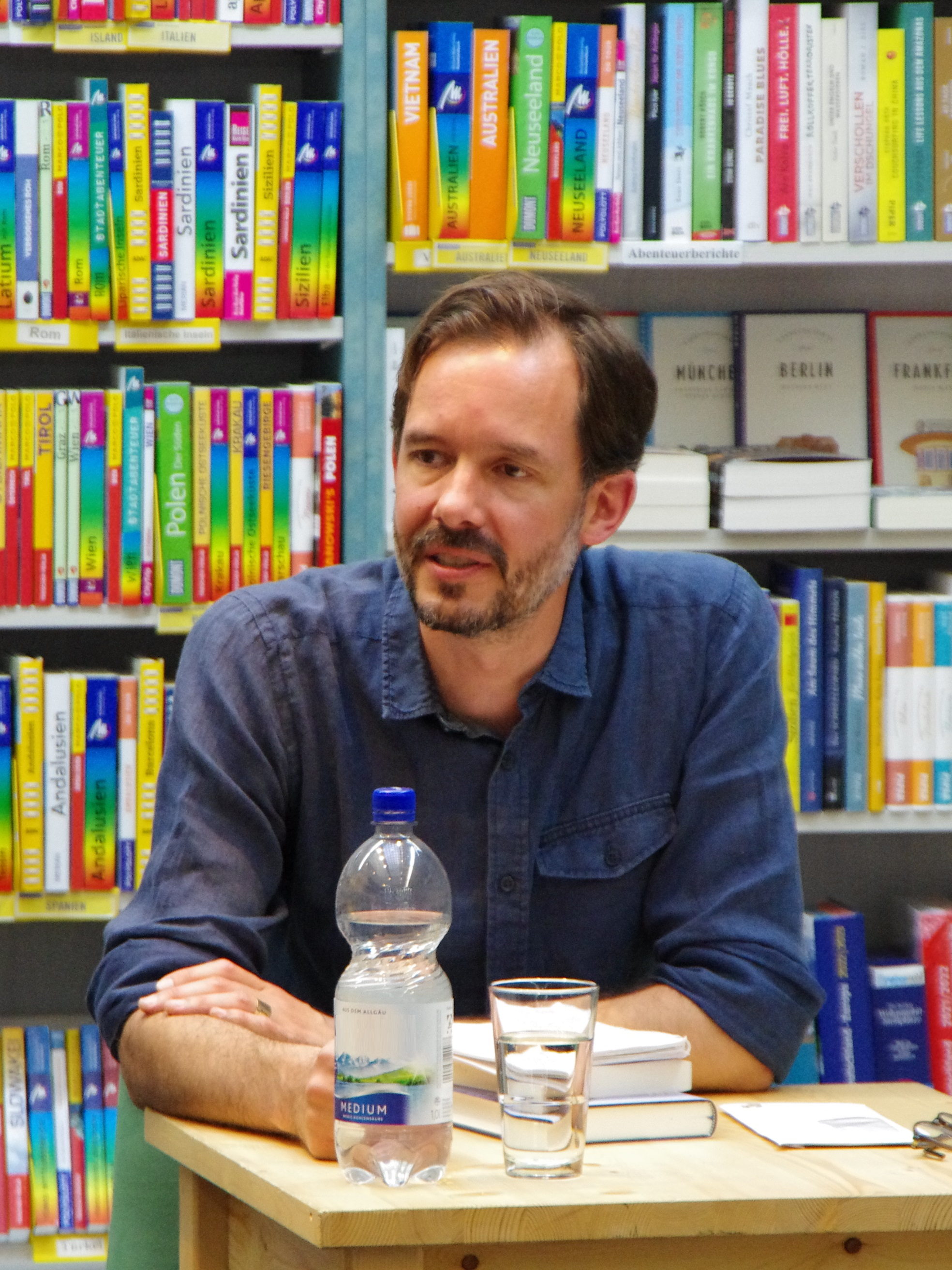
Jens Mühling (* 1976)

- Mühling, Julius (1793–1874), deutscher Schauspieler, Regisseur und Theaterdirektor
- Mühling, Karl-Hermann (* 1961), deutscher Agrarwissenschaftler
- Mühling, Markus (* 1969), deutscher evangelischer Theologe
- Mühling, Matthias (* 1968), deutscher Kunsthistoriker, Kurator und PublizistMatthias Mühling (* 1968)

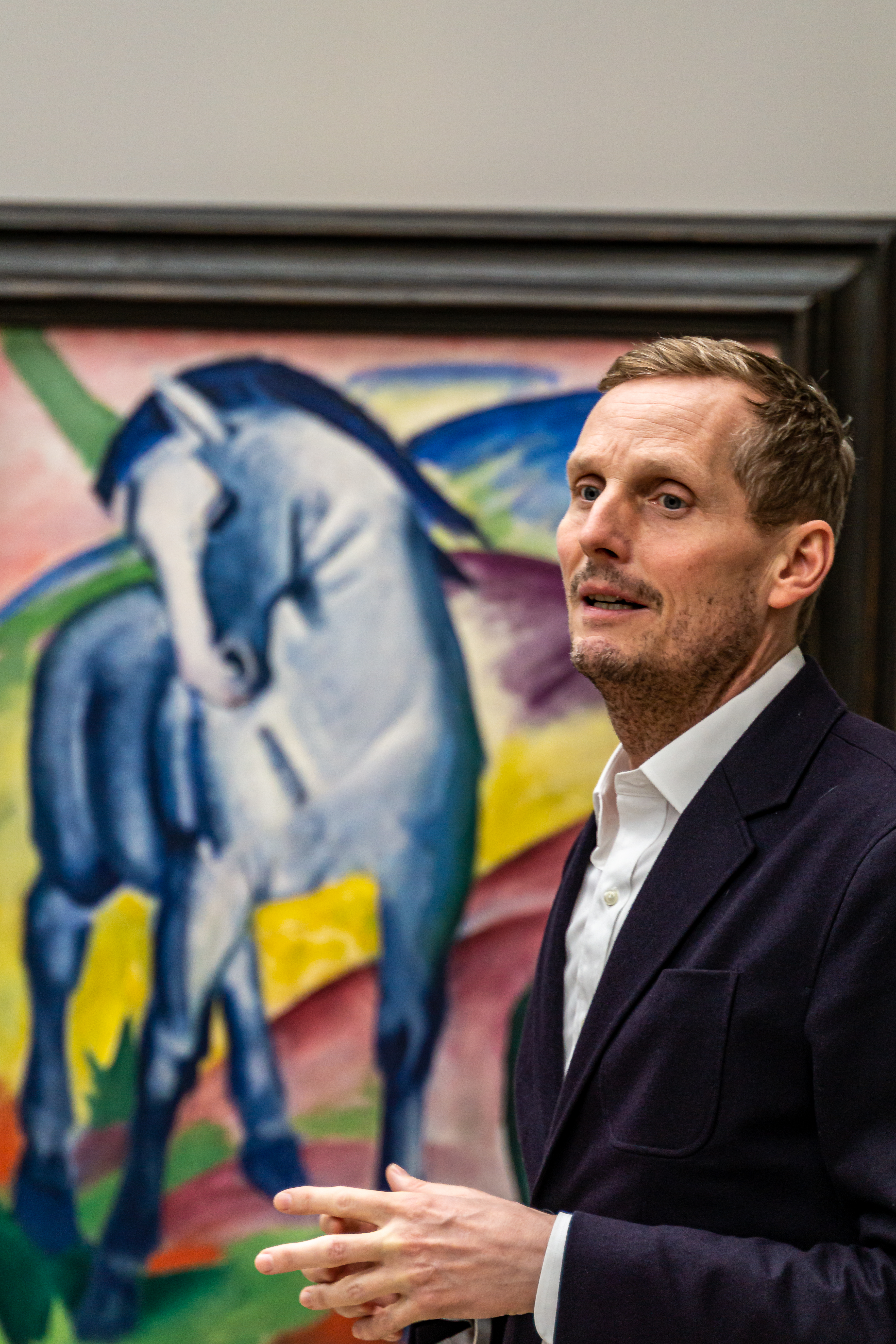
Matthias Mühling (* 1968)

- Muhlius, Friedrich Gabriel (1702–1776), deutscher Geheimrat und Vizekanzler im herzoglichen Schleswig-Holstein-Gottorf
- Muhlius, Heinrich (1666–1733), deutscher evangelischer Theologe

#### Muhll
- Mühll, Friedrich von der (1883–1942), Schweizer Althistoriker und Gymnasiallehrer
- Mühll, Hans von der (1887–1953), Schweizer Architekt
- Mühll, Karl von der (1841–1912), Schweizer Mathematiker und Physiker
- Mühll, Peter von der (1885–1970), schweizerischer klassischer Philologe
- Mühll-von Thur, Johanna von der (1894–1974), Schweizer Künstlerin, Schriftstellerin und Kunsthistorikerin
- Mühlleitner, Henning (* 1997), deutscher Schwimmer

#### Muhlm
- Mühlmann, Carl (1882–1960), deutscher Berufsoffizier, Archivar, Politiker und Parteifunktionär (LDPD)
- Mühlmann, Christian II. (1611–1660), deutscher evangelischer Pfarrer
- Mühlmann, Heiner (* 1938), deutscher Philosoph
- Mühlmann, Hieronymus (1606–1666), deutscher katholischer Jesuit, Rektor und Missionar in Dänemark
- Mühlmann, Horst (1940–1991), deutscher Fußballspieler und American-Football-Spieler
- Mühlmann, Jeanette (* 1952), deutsche Schauspielerin und Produzentin, Autorin, Songwriterin, Sängerin, Tänzerin und Designerin
- Mühlmann, Johann (1573–1613), deutscher evangelischer Kirchenlieddichter
- Mühlmann, Johann II. (1600–1651), deutscher Jesuit, Lehrer, Beichtvater des Fürsten Johann Ludwig von Nassau-Hadamar
- Mühlmann, Johann III. (1642–1715), deutscher Antiquar, Historiker, Numismatiker und Übersetzer
- Mühlmann, Josef, österreichischer Küchenchef
- Mühlmann, Josef (1886–1972), österreichischer Kunsthistoriker, Restaurator und Kurator
- Mühlmann, Kajetan (1898–1958), österreichischer Kunsthistoriker, Nationalsozialist und SS-Führer
- Mühlmann, Karl (1873–1946), deutscher Maschinenbauingenieur
- Mühlmann, Manfred (1931–2014), deutscher Rechtswissenschaftler und Politiker (NDPD), MdV
- Mühlmann, Ottogerd (1908–1987), deutscher Lehrer, Historiker und Denkmalschützer
- Mühlmann, Paul († 1642), deutscher evangelisch-lutherischer Pfarrer und Dichter
- Mühlmann, Richard (1815–1850), deutscher Verleger
- Mühlmann, Ringo (* 1975), deutscher Politiker (AfD)
- Mühlmann, Wilhelm Emil (1904–1988), deutscher Soziologe und Ethnologe
- Mühlmann, Wolf-Rüdiger (* 1968), deutscher Musikjournalist und Promoter
- Mühlmeier, Anne (* 1988), deutsches Fotomodel und Schauspielerin
- Mühlmeister, Karl (* 1876), deutscher Kunstmaler und Illustrator

#### Muhln
- Mühlner, Frank (1960–2022), deutscher Handballspieler und -trainer
- Mühlner, Maxi (* 2001), deutsche Handballspielerin
- Mühlner, Waldemar (1878–1948), deutscher Lehrer und Heimatforscher

#### Muhlo
- Mühlöcker, Thomas (* 1987), österreichischer Pokerspieler

#### Muhlp
- Mühlpfordt, Günter (1921–2017), deutscher Historiker und Slawist
- Mühlpfordt, Herbert Meinhard (1893–1982), deutscher Internist, Heimatforscher und Schriftsteller
- Mühlpfordt, Wolfgang (1872–1928), deutscher Akademiker
- Mühlpfordt, Wolfgang Werther (1575–1623), deutscher Rechtswissenschaftler
- Mühlpfort, Heinrich (1639–1681), deutscher Dichter

#### Muhlr
- Mühlrad, Ernst (1904–1942), österreichischer Kameramann
- Mühlreiter, Eduard (1874–1954), österreichischer Jurist und Politiker
- Mühlroth, Herbert-Werner (* 1963), deutscher Publizist

#### Muhls
- Mühlschlegel, Adelbert (1897–1980), deutscher Bahai
- Mühlschlegel, Bernhard (1925–2007), deutscher Physiker
- Mühlschlegel, Ernst (1828–1894), württembergischer Oberamtmann
- Mühlschlegel, Eugen (1861–1945), deutscher Landwirtschaftslehrer
- Mühlschlegel, Ulrike (* 1970), deutsche Romanistin und Bibliothekarin
- Mühlschwein, Wolfgang (* 1944), deutscher Fußballtorhüter
- Mühlsiegl, Klaus (1938–2010), österreichischer Tanzlehrer
- Mühlstädt, Arnim (1929–2002), deutscher Schauspieler
- Mühlstädt, Herbert (1919–1988), deutscher Autor (DDR) historischer Kinder- und Jugendliteratur
- Mühlstätter, Martin (* 1979), österreichischer Westernreiter
- Mühlsteiger, Johannes (1926–2020), italienischer katholischer Theologe
- Muhlstein, Anka (* 1935), französische Historikerin
- Mühlstein, Florian (* 1990), österreichischer Eishockeyspieler
- Mühlstein, Jan (* 1949), deutscher Wirtschaftsjournalist, Vorsitzender der Union progressiver Juden in Deutschland
- Mühlstein, Marko (* 1974), deutscher Politiker (SPD), MdB
- Mühlsteph, Stefanie (* 1987), deutsche Schriftstellerin

#### Muhlt
- Mühlthaler, Sebastian (1807–1865), deutscher Pfarrer und bayerischer Politiker

#### Muhlu
- Mühlum, Albert (* 1943), deutscher Sozialarbeitswissenschaftler

#### Muhlw
- Mühlwenzel, Ignatz (1690–1766), Jesuit, Mathematiker und Hochschullehrer
- Mühlwerth, Albert von (1862–1934), österreichisch-böhmischer Politiker (Deutschradikale Partei) und Jurist
- Mühlwerth, Monika (* 1954), österreichische Politikerin (FPÖ), Mitglied im Österreichischen Bundesrat

#### Muhly
- Muhly, Bert (1923–2011), US-amerikanischer Politiker (Demokrat), Dozent und sozialer Aktivist
- Muhly, Nico (* 1981), US-amerikanischer Komponist und Pianist
- Muhly, Velten († 1656), deutscher Metzger und Kommandant der Bürgerwehr in Ziegenhain

### Muhm
- Muhm, William (* 1957), US-amerikanischer Geistlicher, römisch-katholischer Weihbischof im US-amerikanischen Militärordinariat
- Muhmenthaler, Serge (* 1953), Schweizer Fußballspieler und Schiedsrichter
- Muhmet, Nebijan (* 2001), chinesischer Fußballspieler

### Muhn
- Muhney, Michael (* 1975), US-amerikanischer Schauspieler und Drehbuchautor

### Muho
- Muhō Nölke (* 1968), deutscher ZenmeisterMuhō Nölke (* 1968)

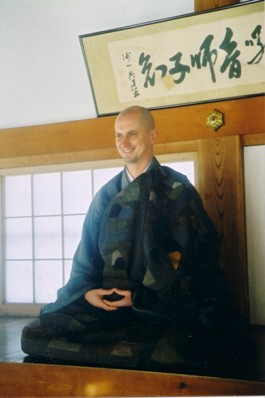
Muhō Nölke (* 1968)

- Muhoberac, Larry (1937–2016), US-amerikanischer Musiker
- Muhoho, George (* 1938), kenianischer Minister und Generaldirektor der Kenya Airports Authority (KAA)
- Muholi, Zanele (* 1972), südafrikanische Fotograf/in und Aktivist/inZanele Muholi (* 1972)

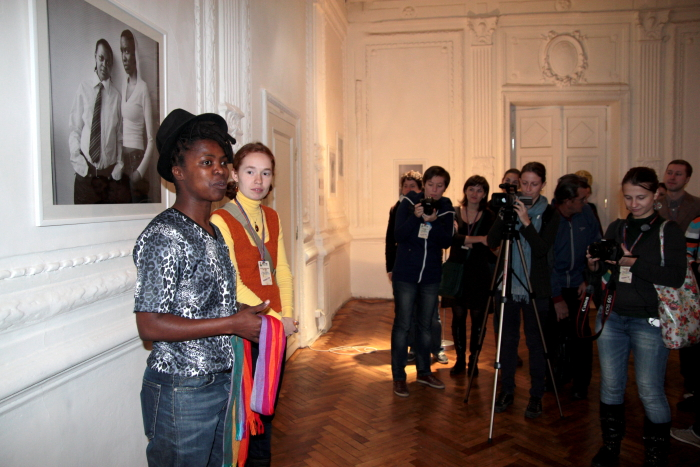
Zanele Muholi (* 1972)

- Muhoozi, Jesse, US-amerikanischer Schauspieler
- Muhović, Zlatko (* 1990), bosnisch-herzegowinischer Fußballspieler
- Muhoya Mutchapa, François Abeli (* 1974), kongolesischer Geistlicher und römisch-katholischer Bischof von Kindu

### Muhr
- Muhr, Adelbert (1896–1977), österreichischer Schriftsteller, Journalist und Übersetzer
- Mühr, Alfred (1903–1981), deutscher Journalist, Theaterkritiker und Intendant
- Muhr, Allan (1882–1944), amerikanischer Rugby-Union-Spieler, Sportfunktionär und -reporter, sowie Schauspieler in Frankreich
- Muhr, Andreas (1904–1979), deutscher Politiker (CDU), MdL
- Muhr, Bastian (* 1981), deutscher Künstler
- Muhr, Bernhard (1900–1967), deutscher Politiker (SPD), MdL Bayern
- Muhr, Bernhard (* 1977), österreichischer Fußballspieler
- Muhr, Caroline (1925–1978), deutsche Schriftstellerin und Liedermacherin
- Mühr, Egon (1933–2008), deutscher Politiker (CDU), Oberkreisdirektor
- Muhr, Gerd (1924–2000), deutscher Gewerkschafter, Sozialpolitiker und stellvertretender Vorsitzender des DGB (1969–1990)
- Muhr, Gert (1943–2020), österreichischer Chirurg, Hochschullehrer und Buchautor
- Muhr, Gotthard (1939–2013), österreichischer Maler, Grafiker, Bildhauer und Hochschullehrer
- Muhr, Hans (1934–2022), österreichischer Bildhauer
- Muhr, Heinz-Josef († 2015), deutscher Landwirt und Bürgerrechtler
- Muhr, Julius (1819–1865), deutscher Maler
- Muhr, Lucie (* 1978), deutsche Schauspielerin
- Muhr, Luisa, österreichische Vokalistin und Multimedia-/interdisziplinäre Künstlerin
- Mühr, Manfred (* 1967), österreichischer Eishockeyspieler und Wirtschaftstreuhänder
- Muhr, Michael († 1912), österreichischer Politiker
- Muhr, Michael (* 1944), österreichischer Elektrotechniker und Hochschullehrer
- Muhr, Roland (1948–2015), klassischer deutscher Organist und Kirchenmusiker
- Muhr, Rudolf (* 1950), österreichischer Germanist
- Muhr, Rudolfine (1900–1984), österreichische Politikerin (SPÖ), Landtagsabgeordnete, Mitglied des Bundesrates
- Muhr, Wolfgang Rupert (* 1976), österreichischer Schauspieler, Autor und Regisseur
- Muhr-Jordan, Elisabeth (1892–1971), österreichische Lehrerin, Politikerin (NSDAP) und Gaufrauenschaftsleiterin
- Muhrbeck, Friedrich Philipp Albert (1775–1827), deutscher Philosoph und Hochschullehrer
- Muhrbeck, Johann Christoph (1733–1805), schwedisch-pommerscher Philosoph
- Muhrbeck, Rainer (* 1944), deutscher Bildhauer
- Mührel, Eric (* 1965), deutscher Sozialpädagoge und Sozialarbeitswissenschaftler
- Mührel, Kunibert (1930–2017), deutscher Agrartransporttechnologe, Agrarwissenschaftler und Hochschullehrer
- Mühren, Arnold (* 1951), niederländischer FußballspielerArnold Mühren (* 1951)

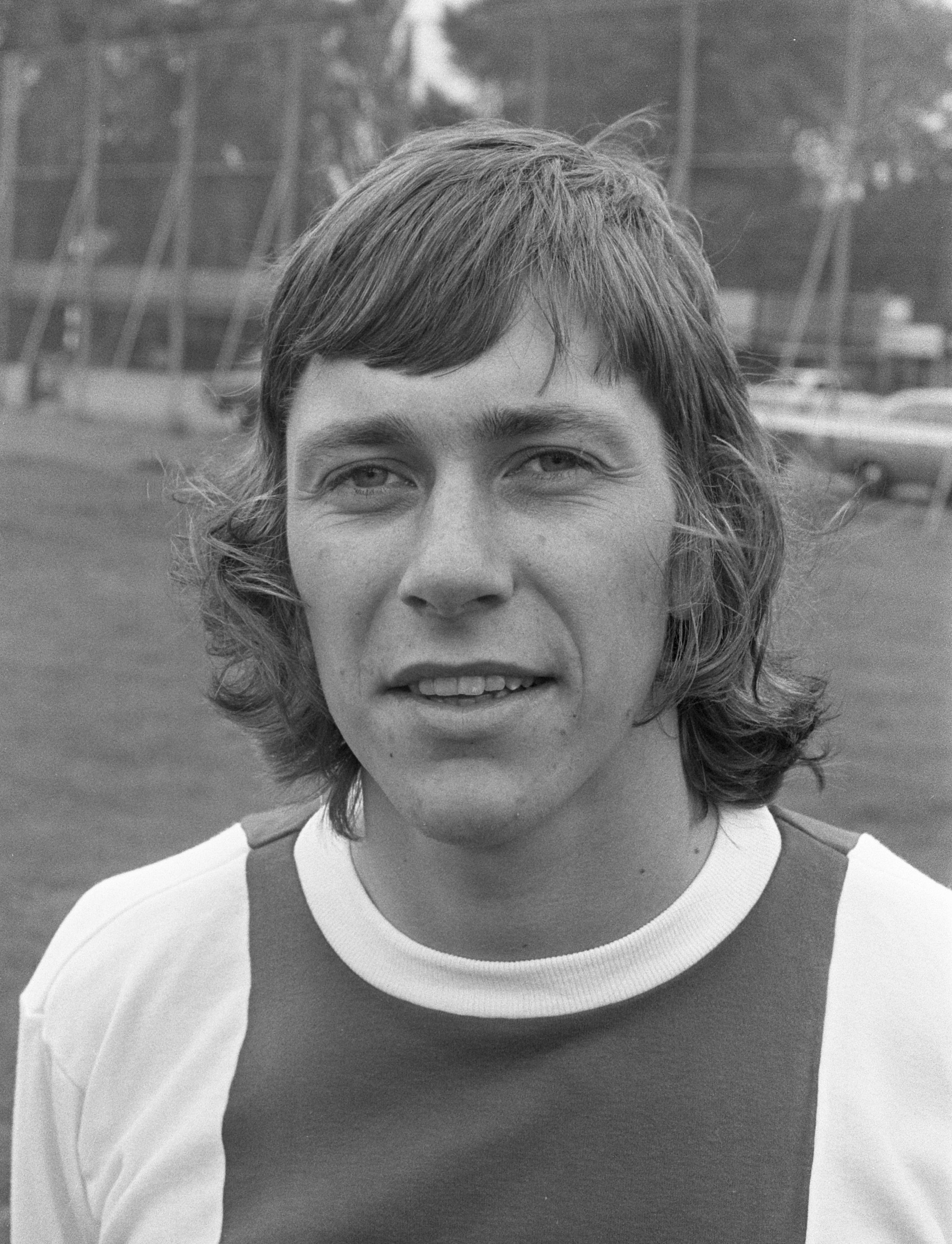
Arnold Mühren (* 1951)

- Mühren, Gerrie (1946–2013), niederländischer Fußballspieler
- Muhri, Franz (1924–2001), österreichischer Politiker (KPÖ)
- Muhri, Renate (* 1951), österreichische Schauspielerin
- Muhriddin, Sirodschiddin (* 1964), tadschikischer Diplomat und Politiker
- Mühring, Reinhold (1927–1985), deutscher Politiker (SPD), MdL
- Mühringer, Doris (1920–2009), österreichische Schriftstellerin
- Muhrmann, Wilhelm (1906–1986), deutscher Schriftsteller
- Mühry, Adolf (1810–1888), deutscher Privatgelehrter und Bioklimatologe
- Mühry, Carl (1806–1840), deutscher Mediziner, Balneologe und Fachautor
- Mühry, Georg (1859–1946), deutscher General der Infanterie
- Mühry, Georg Friedrich (1774–1848), deutscher Arzt, Hofmedikus, Stadtphysikus königlicher Leibarzt und Autor

### Muhs
- Muhs, Heinz (1911–1990), deutscher Bauingenieur für Grundbau und Bodenmechanik
- Muhs, Herbert (1929–1950), westdeutsches Opfer des DDR-Grenzregimes
- Muhs, Hermann (1894–1962), deutscher Jurist und Politiker (NSDAP), MdL, Staatssekretär im Reichskirchenministerium
- Muhs, Karl (1891–1954), deutscher Wirtschaftswissenschaftler
- Muhs, Wilhelm (1910–1982), deutscher Politiker (SPD), MdL
- Muhsal, Carl (1899–1962), deutscher Politiker (KPD), MdR
- Muhsal, Mary (* 1984), deutsche Schauspielerin und Sprecherin
- Muhsal, Wiebke (* 1986), deutsche Politikerin (AfD), MdL
- Mühsam, Alice (1889–1968), deutsch-österreichisch-US-amerikanische Kunsthistorikerin
- Mühsam, Erich (1878–1934), anarchistischer deutscher Schriftsteller, Publizist und AntimilitaristErich Mühsam (1878–1934)

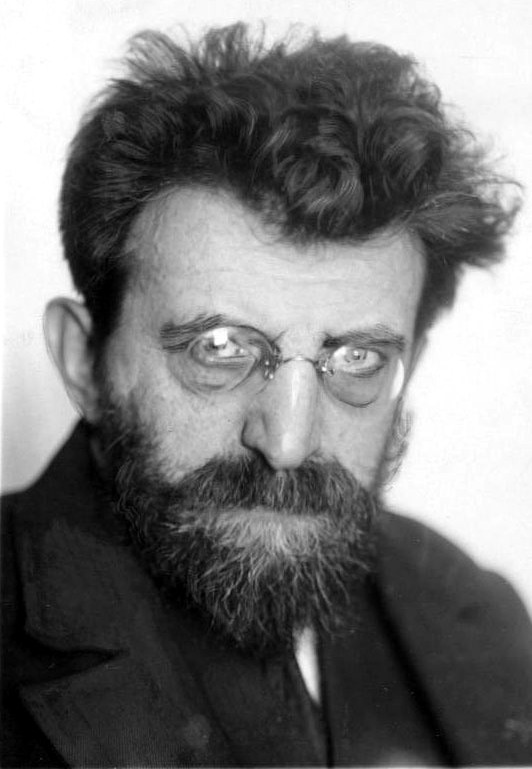
Erich Mühsam (1878–1934)

- Mühsam, Hans (1876–1957), Mediziner und Zionist
- Muhsam, Helmut Victor (1914–1997), österreichisch-israelischer Statistiker und Demograf
- Mühsam, Kurt (1882–1931), österreichischer Journalist, Filmkritiker und Schriftsteller
- Mühsam, Paul (1876–1960), deutscher Jurist, Übersetzer und Schriftsteller
- Mühsam, Samuel (1837–1907), deutscher, böhmischer, mährischer und österreichischer Rabbiner
- Mühsam, Siegfried (1838–1915), deutscher Apotheker, Chemiker, Bürgerschaftsmitglied
- Mühsam, Zenzl (1884–1962), Frau des Dichters Erich Mühsam
- Muhsin Khan († 1910), persischer Botschafter, Außenminister, Ministerpräsident
- Muhsin, Zuhair (1936–1979), palästinensischer Politiker, Palästinenserführer
- Muhß, Ina (* 1957), deutsche Politikerin (SPD), MdL

### Muht
- Muhtadi, al-, Person des ismailitischen schiitischen Islam, Imam der Ismailiten
- Muhtadi, al- († 870), Kalif der Abbasiden (869–870)

### Muhv
- Muhvić, Tomislav (* 1988), kroatischer Bergrennfahrer im Automobilsport

### Muhy
- Muhyi ad-Din Mas'ud Schah († 1204), Fürst der Rum-Seldschuken in Ankara
- Muhyi ad-Din, Abd ar-Razzaq (1910–1983), irakischer Dichter und Politiker
- Muhyī ad-Dīn, Chālid (1922–2018), ägyptischer Revolutionär, Politiker und Militäroffizier
- Muhyiddin († 1690), Sultan von Brunei
- Muhyiddin Yassin (* 1947), malaysischer Politiker, Premierminister Malaysias